# Pinnipède
Pinnipedia
Micro-ordre
Les Pinnipèdes (Pinnipedia) sont des mammifères marins, semi-aquatiques, aux pattes en forme de nageoires, fréquentant pour la plupart des mers froides. Ils constituent un clade de mammifères carnivores caniformes, comprenant les familles des Odobénidés (dont le seul membre vivant est le morse), des Otariidés (les otaries : les lions de mer et otaries à fourrure), et des Phocidés (phoques, complètement dépourvus d'oreilles apparentes, dont les éléphants de mer). Il existe 33 espèces vivantes de pinnipèdes et plus de 50 espèces éteintes, décrites à partir de fossiles. Alors que l'on pensait jadis que ces animaux descendaient de deux lignées ancestrales distinctes, les analyses moléculaires ont révélé que, vraisemblablement, ils ne constituent qu’une seule lignée monophylétique, à savoir un clade de l'ordre Carnivora, généralement placé en tant que super-famille et groupe frère (parmi les vivants) des Musteloidés (comprenant entre autres les belettes, ratons-laveurs, mouffettes, petits pandas), à peine plus éloigné des Ursidés (ours) et des Canidés (loups, chiens, renards, chacals).
La viande, la graisse et la fourrure des pinnipèdes étaient traditionnellement utilisées par les peuples autochtones de l'Arctique, et ces animaux ont été représentés dans différentes cultures à travers le monde. Ils sont fréquemment élevés en captivité et sont même parfois dressés pour effectuer des tours et des spectacles. Autrefois impitoyablement traqués par les industries commerciales pour leurs produits, les phoques sont maintenant protégés par le droit international. L'Otarie du Japon et le Phoque moine des Caraïbes ont disparu au cours du siècle passé, tandis que le Phoque moine de Méditerranée et le Phoque moine de Hawaï sont classés en danger critique d'extinction par l'Union internationale pour la conservation de la nature. Outre la chasse, les pinnipèdes sont également exposés à des menaces liées au piégeage accidentel, à la pollution marine et à la concurrence avec les populations locales.

## Anatomie et physiologie
Les pinnipèdes ont un corps simplifié, en forme de fuseau avec des pavillons auriculaires très réduits, voire absents, une tête arrondie, un cou flexible, des membres modifiés en nageoires et une petite queue,. Leur crâne a de grandes orbites oculaires, un museau court et une région interorbitale resserrée. Ils sont les seuls carnivores dont la paroi orbitaire est largement influencée par la mâchoire et ils ne sont pas limités par certains os du  museau. En comparaison d'autres carnivores, leurs dents sont peu nombreuses (en particulier les incisives et les molaires), elles sont surtout pointues et coniques, et on peut remarquer l'absence de carnassières. Le morse a des canines supérieures caractéristiques qui sont allongées pour former des défenses. Les glandes mammaires et les organes génitaux se rétractent dans la peau. Les pinnipèdes ont une taille qui varie entre 1 m et 45 kg pour le Phoque de Sibérie, et 5 m et 3 200 kg pour l'Éléphant de mer austral, le plus grand représentant de l'ordre des Carnivora. Plusieurs espèces présentent un dimorphisme sexuel qui est en corrélation avec le degré de polygamie au sein de l'espèce : les animaux très polygames comme les éléphants de mer sont extrêmement dimorphiques, tandis que les espèces moins polygames ont des mâles et des femelles de taille équivalente. Chez les phoques lobodontins (Phocidae, Monachinae, Lobodontini), les femelles sont légèrement plus grandes que les mâles. Les mâles des espèces au dimorphisme sexuel marqué ont également tendance à présenter des caractères sexuels secondaires tels que la trompe importante des éléphants de mer, la membrane rouge gonflable sur le nez des phoques à capuchon et le cou épais et la crinière des otariidés,.

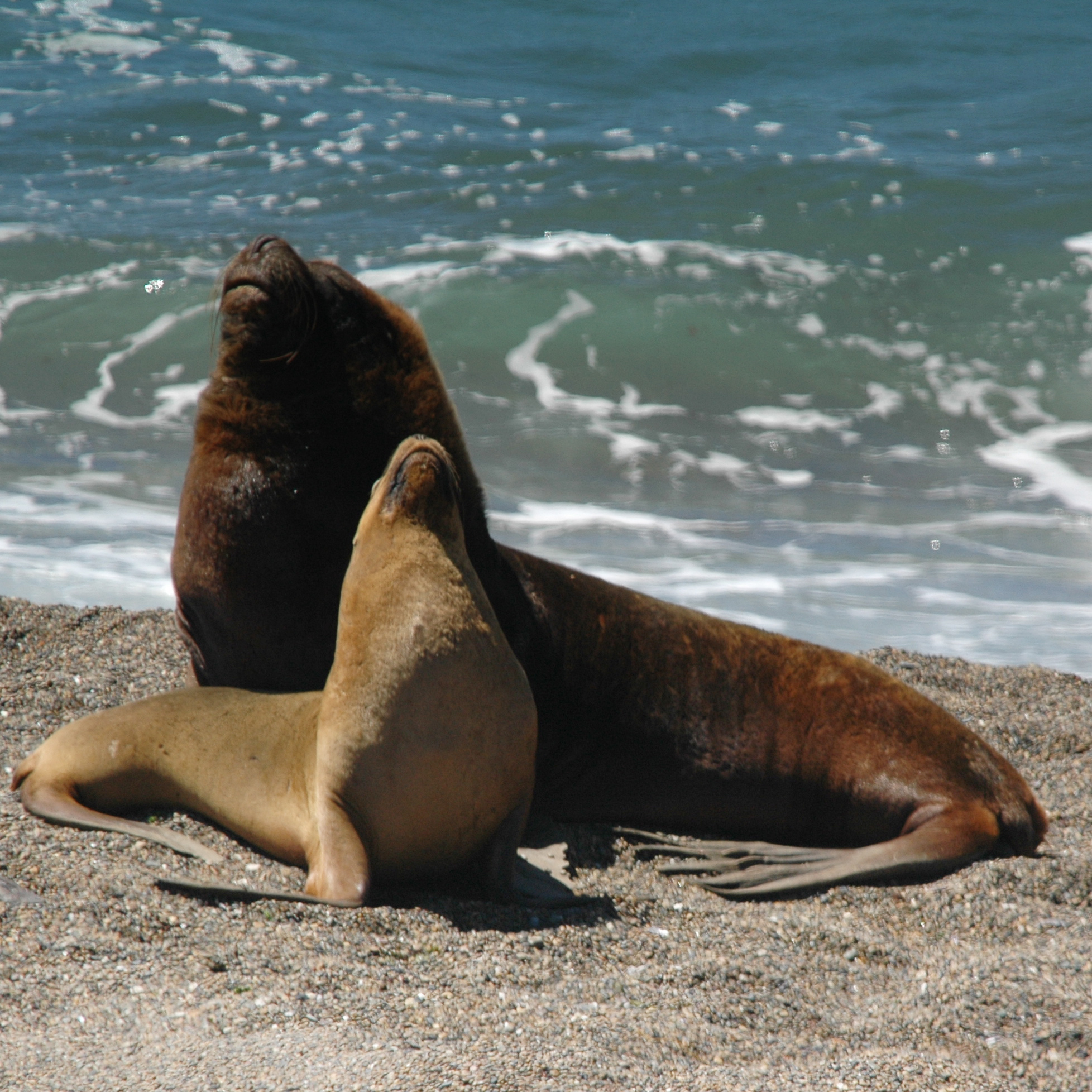
Mâle et femelle lions de mer, présentant un dimorphisme sexuel.

Bien qu'ils ne se déplacent pas aussi vite dans l'eau que les dauphins, les pinnipèdes sont plus souples et plus agiles. Les otariidés utilisent leurs membres antérieurs pour se propulser dans l'eau, tandis que phocidés et les morses utilisent pour cela leurs membres postérieurs. Les otariidés et les morses ont des pattes arrière qui peuvent se retirer sous le corps et être utilisées comme pieds pour se déplacer sur la terre ferme. Par comparaison, la locomotion terrestre des phocidés est plus lourde. Les otariidés ont des oreilles extérieures visibles, tandis que les phocidés et les morses en sont dépourvus. Les pinnipèdes ont des sens bien développés ; leur vue et leur ouïe sont adaptées à la vie à l'air libre comme sous l'eau, et ils sont munis de vibrisses qui leur permettent de détecter des vibrations dans l'eau. Certaines espèces sont bien adaptées à la plongée à grande profondeur. Ils ont une couche de graisse sous la peau pour les isoler et maintenir leur corps à une température suffisante dans l'eau froide et, à l'exception du morse, toutes les espèces sont couvertes de fourrure.
Presque tous les pinnipèdes ont une fourrure, à l'exception du morse, qui n'est que faiblement couvert. Mais même certaines espèces à la fourrure épaisse (en particulier les lions de mer) ont des poils plus épars que la plupart des mammifères terrestres. Chez les espèces qui vivent sur la glace, les jeunes ont des fourrures plus épaisses que les adultes. Leur pelage, un duvet fin appelé lanugo, peut emprisonner la chaleur du soleil et conserver la chaleur du jeune. Les pinnipèdes sont généralement contre-illuminés, et la couleur de leur dos est plus foncée que celle de leur ventre, ce qui leur permet d'éliminer les ombres provoquées par la lumière qui brille sur l'eau de l'océan. La fourrure blanche des bébés phoques les dissimule dans leur environnement arctique. Certaines espèces comme les Phoques annelés, les Phoques rubanés et les Léopards de mer ont des motifs de coloration contrastés clairs et sombres. Toutes les espèces possédant une fourrure muent. Les phocidés muent une fois par an, tandis que les otariidés muent peu à peu toute l'année. Les pinnipèdes ont une couche de graisse sous-cutanée qui est particulièrement épaisse chez les phocidés et les morses. Ce lard sert à la fois  à conserver les animaux au chaud et à fournir de l'énergie et de la nourriture quand ils sont à jeun. Elle peut représenter jusqu'à 50 % du poids du corps des pinnipèdes. Les jeunes naissent avec seulement une mince couche de graisse, mais certaines espèces compensent avec un épais lanugo.
Les pinnipèdes ont un estomac simple qui a une structure similaire à celui des carnivores terrestres. La plupart des espèces n'ont ni cæcum ni une démarcation claire entre l'intestin grêle et le gros intestin ; le gros intestin est relativement court et à peine plus large que le premier. La longueur de l'intestin grêle varie entre 8 (pour l'Otarie de Californie) et 25 fois (éléphant de mer) la longueur du corps. La longueur de l'intestin peut être une adaptation à de fréquentes plongées profondes, comme l'augmentation du volume de l'appareil digestif constitue un compartiment de stockage plus important pour les aliments partiellement digérés au cours de la plongée. Les pinnipèdes n'ont pas d'appendice. Comme chez la plupart des autres mammifères marins, les reins sont divisés en petits lobes et peuvent absorber l'eau et filtrer le sel de manière efficace.

### Locomotion
Les pinnipèdes ont deux paires de nageoires à l'avant et à l'arrière. Les coudes et les chevilles sont incluses dans le corps. Les pinnipèdes nagent plus lentement que les cétacés, leur vitesse de croisière atteignant en général entre 9 et 28 km/h, derrière les 37 km/h atteints par plusieurs espèces de dauphins. Les pinnipèdes sont en revanche plus agiles et plus souples, et certaines otaries, comme l'Otarie de Californie, sont capables de plier leur cou vers l'arrière suffisamment pour atteindre leurs nageoires postérieures, ce qui leur permet de faire des virages très serrés. Les pinnipèdes ont plusieurs adaptations pour réduire la traînée. En plus de leur corps simplifié, ils ont des réseaux de faisceaux musculaires lisses dans leur peau qui peuvent augmenter l'écoulement laminaire et améliorer leur pénétration dans l'eau. Ils ne disposent par ailleurs pas de muscle horripilateur à la base de leur poil, et la fourrure se colle donc contre leur corps lorsqu'ils nagent.
Lorsqu'ils nagent, les otariidés comptent sur leurs nageoires antérieures pour se déplacer, s'en servant d'une manière analogue à une aile, de la même façon que les manchots et les tortues de mer. Le mouvement des nageoires antérieures n'est pas continu, et l'animal glisse entre chaque battement. Par rapport aux carnivores terrestre, les membres antérieurs des otaries sont réduits en longueur, ce qui donne aux muscles de l'épaule et du coude un avantage mécanique ; les nageoires postérieures servent de stabilisateurs. Les phocidés et les morses nagent en battant leurs nageoires postérieures et le bas de leur corps d'un côté à l'autre, tandis que leurs nageoires antérieures sont principalement utilisées pour donner la direction. Certaines espèces sautent hors de l'eau, ce qui leur permet ensuite de se déplacer plus vite. En outre, les lions de mer sont connus pour « chevaucher » les vagues, ce qui contribue probablement à réduire leur consommation d'énergie.
Les pinnipèdes peuvent se déplacer sur terre, mais pas aussi bien que les animaux terrestres. Les otariidés et les morses sont capables de ramener leurs nageoires postérieures vers l'avant et les placer sous le corps afin qu'ils puissent « marcher » à quatre pattes. Les pattes antérieures se déplacent de façon transversale, plutôt que sagittale. Les otariidés s'appuient sur les mouvements de la tête et du cou plus que sur les membres postérieurs lors de la locomotion terrestre. En balançant la tête et le cou, les otariidés créent une dynamique pendant qu'ils se déplacent. Des lions de mer ont été observés montant des escaliers. Les phocidés sont moins agiles sur la terre. Ils ne peuvent pas utiliser leurs membres postérieurs, et se déplacent sur terre en se précipitant et se tortillant alors que leurs membres antérieurs leur permettent de garder leur équilibre. Certaines espèces utilisent leurs membres antérieurs pour se tirer vers l'avant. La locomotion terrestre est plus facile pour phocidés sur la glace, car ils peuvent glisser.

### Sens

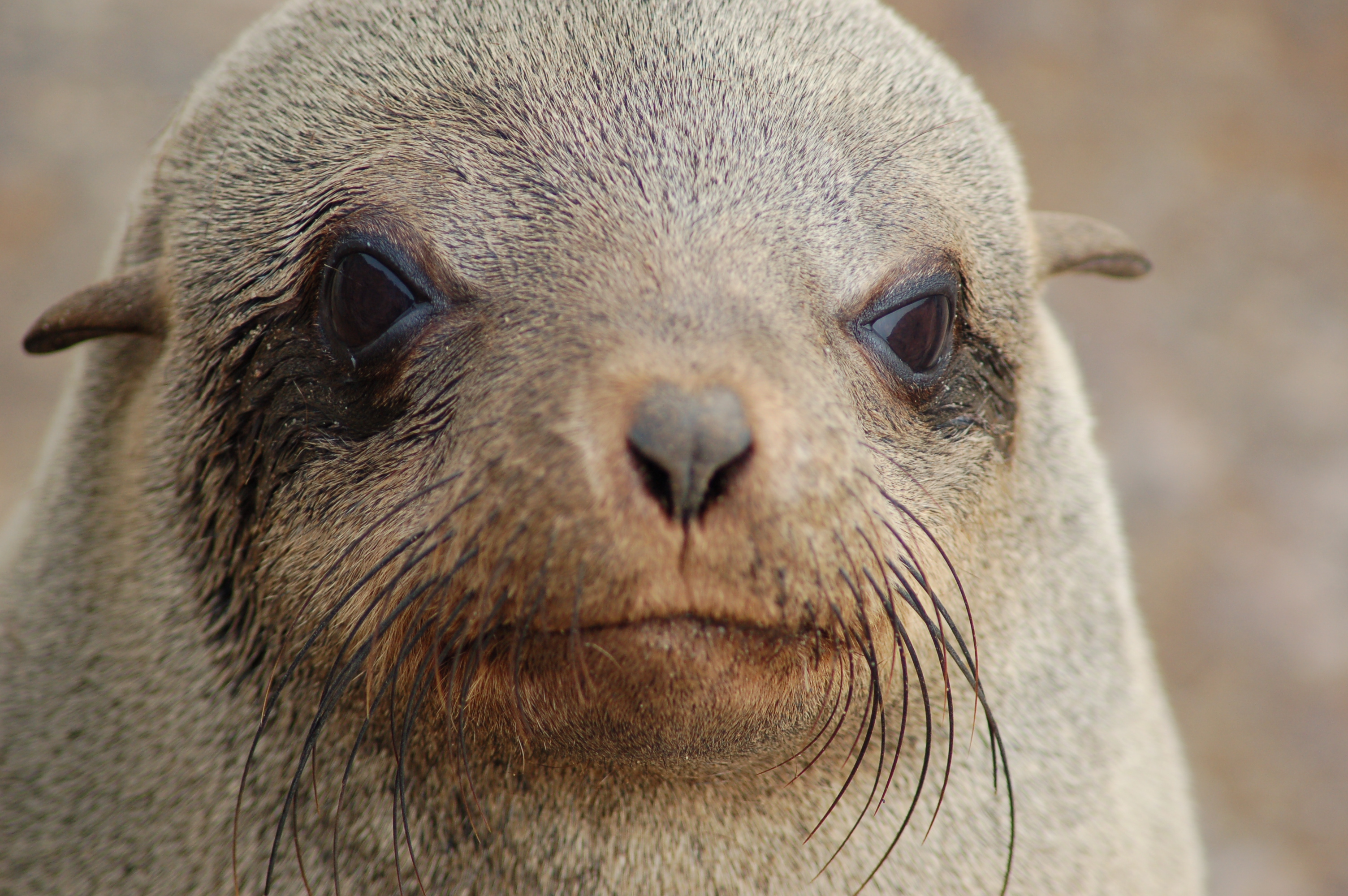
Vue de face de la tête d'une Otarie à fourrure d'Afrique du Sud.

Les yeux des pinnipèdes sont relativement grands par rapport à leur taille et ils sont placés à l'avant de la tête. Le morse constitue en cela une exception, avec ses petits yeux situés sur les côtés de sa tête,. Cela s'explique par le fait qu'il se nourrit de mollusques immobiles vivant sur le fond de l'eau, et qu'il n'a par conséquent pas besoin d'une vision aiguë. L'œil d'un pinnipède est adapté pour voir sous l'eau comme en dehors. Le cristallin est presque sphérique, et une grande partie de la rétine est à égale distance du centre du cristallin. La cornée possède un centre aplati où la réfraction est à peu près égale à la fois dans l'eau et en dehors. Les pinnipèdes ont également un iris très musclé et vascularisé. Le muscle dilatateur bien développé donne aux animaux une grande gamme de dilatation de la pupille. Quand elle se contracte, la pupille est généralement en forme de poire, bien que celle du Phoque barbu soit plus en diagonale. Chez les espèces qui vivent en eau peu profonde, tels que les phoques et les Otaries de Californie, la dilatation varie peu, alors que les éléphants de mer qui réalisent des plongées profondes ont beaucoup plus de variation. Sur terre, les pinnipèdes sont myopes dans la pénombre. C'est moins le cas en pleine lumière, comme la pupille rétractée réduit le cristallin et la capacité de la cornée à réfracter la lumière. Ils ont aussi un tapetum lucidum (une couche réfléchissante qui augmente la sensibilité en renvoyant la lumière à travers les cellules en bâtonnets) bien développées. Cela leur permet de voir dans des conditions de faible luminosité. Les phoques qui vivent sur la glace comme le Phoque du Groenland ont une cornée qui peut tolérer des niveaux élevés de rayonnement ultraviolet, typique des environnements enneigés. Ainsi, ils ne souffrent pas de la cécité des neiges. Les pinnipèdes semblent avoir une vision des couleurs limitée, car ils n'ont pas de cônes. Le mouvement flexible des yeux a été étudié chez les phoques. Les muscles oculomoteurs du morse sont bien développés. Cette caractéristique, couplée avec l'absence de toit orbital, permet à ces animaux de faire saillir leurs yeux et de regarder dans les deux directions, frontale et dorsale. Les pinnipèdes sécrètent de grandes quantités de mucus pour protéger leurs yeux. L'épithélium cornéen est kératinisé et la sclère est assez épaisse pour résister aux pressions de la plongée. Comme de nombreux mammifères et oiseaux, les pinnipèdes possèdent des membranes nictitantes.

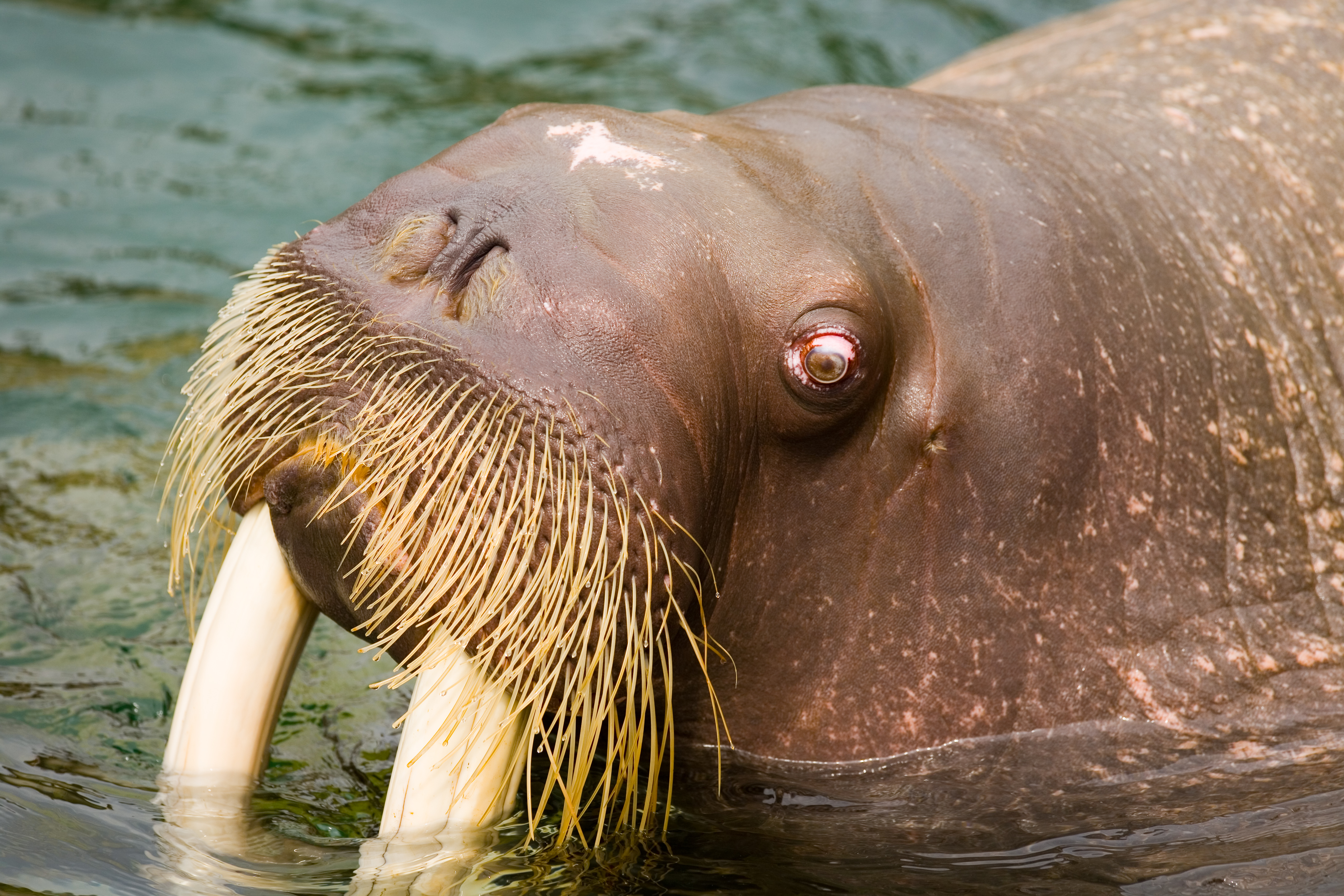
Abondantes vibrisses d'un morse

L'oreille des pinnipèdes est adaptée pour entendre sous l'eau, où ils peuvent entendre des fréquences sonores jusqu'à 70 000 Hz. Dans l'air, l'ouïe est quelque peu réduite chez les pinnipèdes par rapport à de nombreux mammifères terrestres. Alors qu'ils sont capables d'entendre autant de fréquences sonores que les humains, leur sensibilité auditive est plus faible en général. Une étude menée sur trois espèces — le Phoque commun, l'Otarie de Californie et l'Éléphant de mer du nord — a constaté que l'otarie était mieux adaptée pour entendre à l'air libre, le phoque était capable d'entendre aussi bien dans l'eau qu'à l'air libre, et l'éléphant de mer avait une audition sous-marine mieux développée. Bien que les pinnipèdes aient un odorat correct sur terre, il leur est inutile dans l'eau où leurs narines sont fermées.
Les pinnipèdes ont un toucher bien développé. Leurs moustaches ou vibrisses sont dix fois plus innervées que celles des mammifères terrestres, ce qui leur permet de détecter efficacement les vibrations dans l'eau. Ceci est utile lorsque les animaux sont à la recherche de nourriture et peut compléter les informations obtenues par la vue, notamment dans la pénombre. Les vibrisses de certains otariidés sont assez longues comme celles des otaries de Kerguelen qui peuvent atteindre 41 cm. Ce sont les morses qui ont le plus de vibrisses, avec 600-700 vibrisses. Elles sont importantes pour détecter leur proie sur le fond de la mer boueuse. Contrairement aux mammifères terrestres tels que les rongeurs, les pinnipèdes ne remuent pas leurs vibrisses lorsqu'ils examinent un objet, mais les étendent et les gardent dans la même position. Outre la recherche de nourriture, les vibrisses peuvent également jouer un rôle dans la navigation ; ainsi les Phoques tachetés semblent les utiliser pour détecter les trous de glace.
Les pinnipèdes produisent un certain nombre de vocalisations, notamment des aboiements pour l'Otarie de Californie, les beuglements des morses et les chants complexes du Phoque de Weddell.

### Adaptation à la plongée
Avant de plonger, les pinnipèdes peuvent réduire leur taux de dioxyde de carbone sanguin par hyperventilation. Ils vident généralement leurs poumons de la moitié de l'air qu'ils contiennent pour réduire leur flottabilité, puis ferment les narines et les cartilages de la gorge pour protéger leur trachée. Leurs poumons ont la particularité de disposer de voies respiratoires fortement renforcées avec des anneaux cartilagineux et des muscles lisses, et des alvéoles qui se dégonflent complètement lors de plongées profondes. Alors que les mammifères terrestres sont généralement incapables de vider leurs poumons, les pinnipèdes peuvent les rétablir dans leur état d'origine, même après les avoir totalement vidés. L'oreille moyenne contient les sinus qui se remplissent probablement de sang pendant les plongées, empêchant la dépression dans l'oreille moyenne. Le cœur d'un pinnipède est modérément aplati pour permettre aux poumons de se dégonfler. La trachée est suffisamment souple pour s'effondrer sous la pression. Lors de plongées profondes, l'air qui reste dans leur corps est stocké dans les bronchioles et la trachée, ce qui les empêche d'éprouver la maladie de décompression, l'hyperoxie et la narcose à l'azote. En outre, les phoques peuvent tolérer de grandes quantités d'acide lactique, ce qui réduit la fatigue des muscles squelettiques pendant une activité physique intense.
Les principales adaptations du système circulatoire des pinnipèdes pour la plongée sont l'élargissement et la complexité accrue des veines qui augmente leur capacité. Comme les autres mammifères qui plongent régulièrement, les pinnipèdes stockent de grandes quantités d'hémoglobine et de myoglobine dans leurs muscles et leur sang pour augmenter leurs réserves en oxygène. Cela leur permet de rester en plongée pendant de longues périodes tout en ayant suffisamment d'oxygène. Les espèces qui plongent à de grandes profondeurs comme les éléphants de mer ont des volumes sanguins qui composent à 20 % de leur poids corporel. Lors d'une plongée, ils réduisent leur fréquence cardiaque (phénomène de bradycardie) et concentrent leur circulation sanguine dans le cœur, le cerveau, les poumons et l'utérus gravide (phénomène de vasoconstriction différentielle des vaisseaux sanguins). Pour maintenir la stabilité de leur pression artérielle, les phocidés ont une aorte élastique qui dissipe un peu l'énergie de chaque battement du cœur.

### Thermorégulation

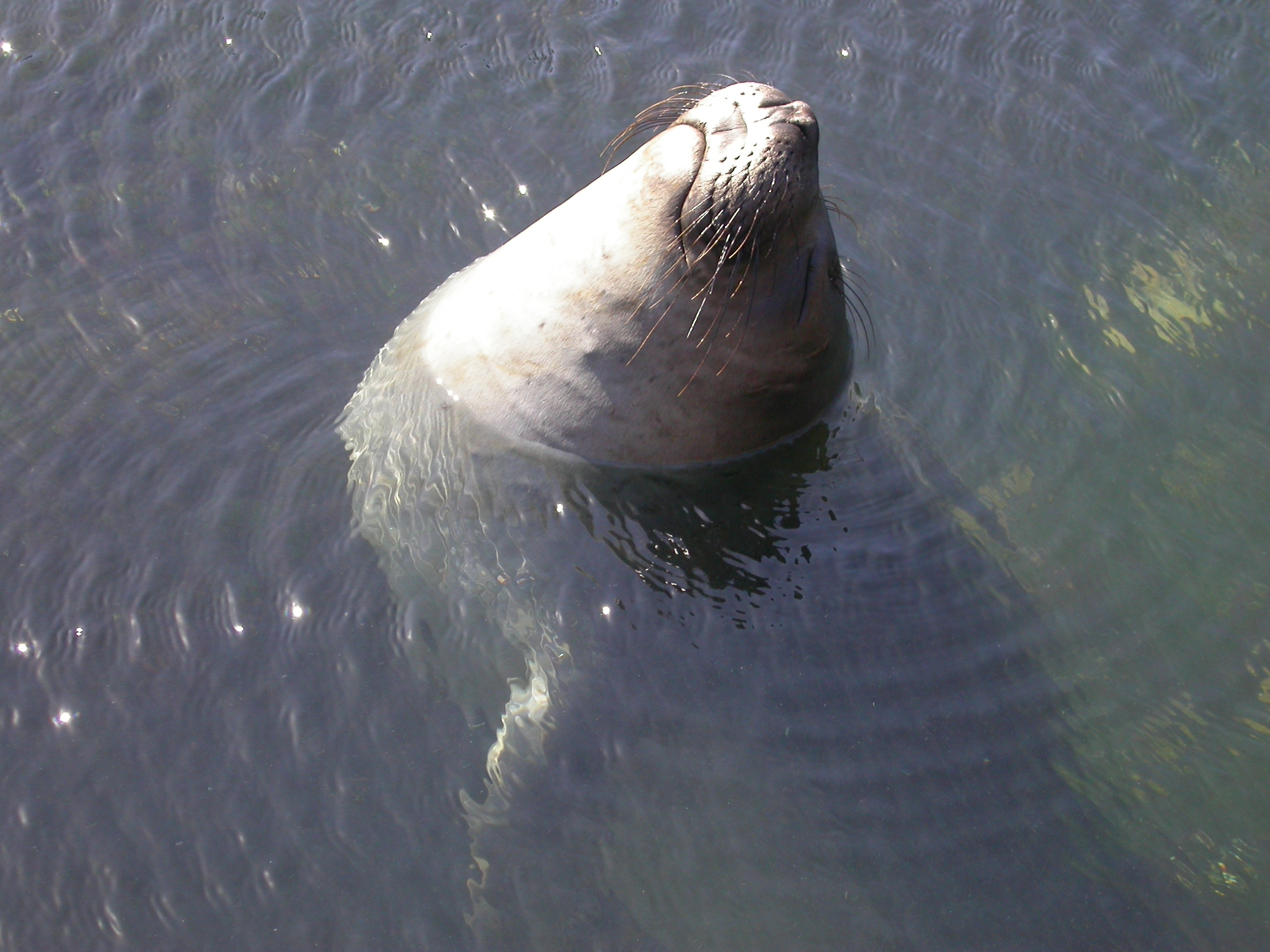
Éléphant de mer du nord se reposant dans l'eau.

Les pinnipèdes conservent leur chaleur grâce à leur grand corps compact, à leur graisse et leur fourrure et à leur métabolisme élevé. En outre, les vaisseaux sanguins situés dans leurs nageoires sont adaptés à l'échange à contre-courant. Les veines contenant du sang frais revenant des extrémités du corps entourent les artères, qui contiennent le sang chaud en provenance du cœur. La chaleur du sang artériel est transférée vers les veines, qui ramènent le sang vers le cœur. Ces mêmes adaptations qui permettent de conserver la chaleur quand les animaux sont dans l'eau servent à limiter la perte de chaleur hors de l'eau. Pour éviter une température trop chaude, de nombreuses espèces se rafraîchissent en se mettant du sable sur le dos, la couche de sable humide et froid augmentant la perte de chaleur. Les Otaries à fourrure du Nord halètent pour réguler leur température, tandis que les phoques moines creusent des trous dans le sable pour se reposer au frais.

### Sommeil
Les pinnipèdes passent parfois plusieurs mois d'affilée en mer, et ils doivent alors dormir dans l'eau. Les scientifiques ont observé qu'ils dormaient pendant quelques minutes, tout en limitant leur dérive vers le bas en s'orientant le ventre en l'air. Comme d'autres mammifères marins, les phoques dorment dans l'eau avec la moitié de leur cerveau éveillé, afin qu'ils puissent détecter et échapper aux prédateurs. Quand ils dorment sur terre, les deux parties de leur cerveau sont endormies.

## Comportement et cycle de vie

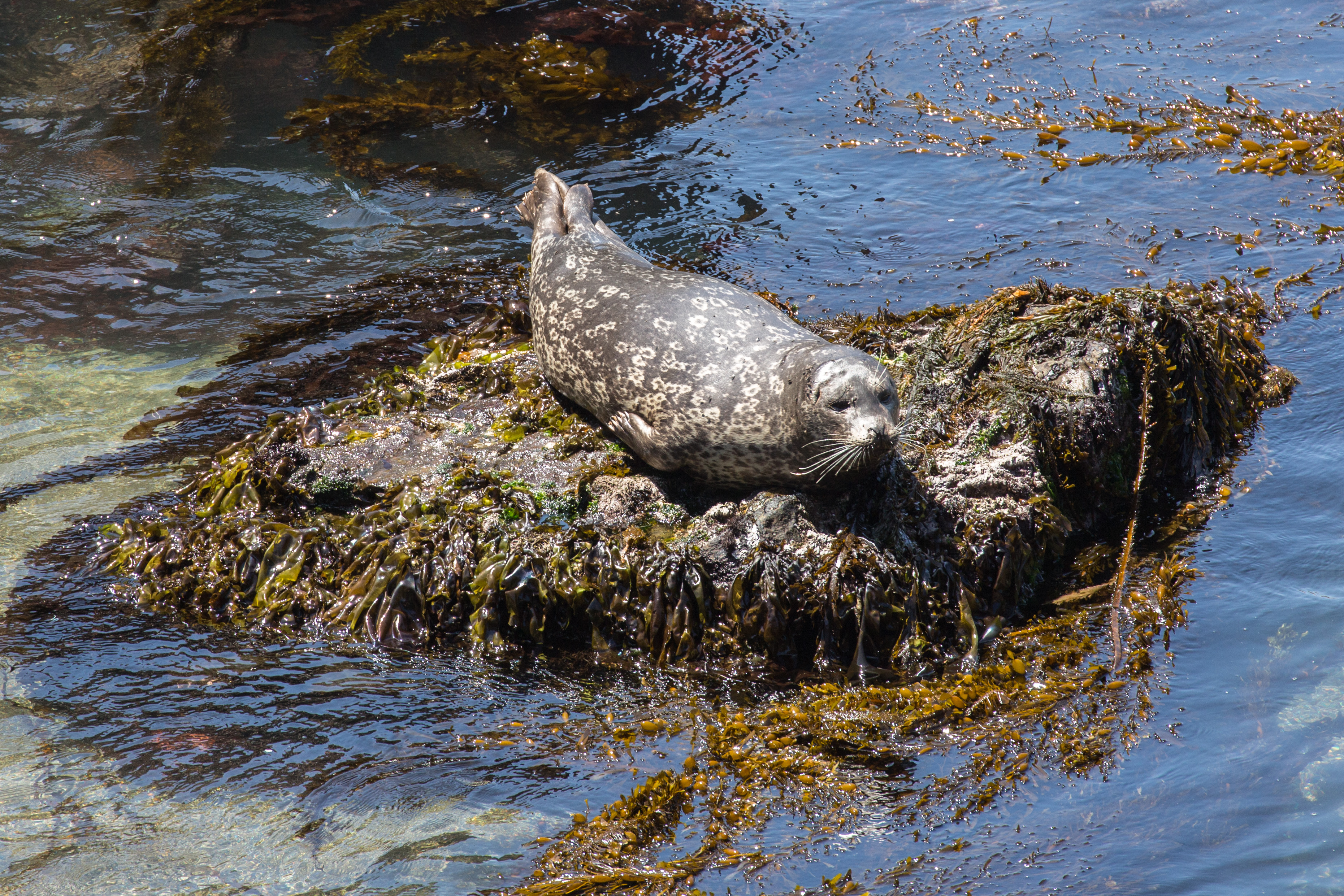
Phoque commun sur un rocher.

Les pinnipèdes ont un mode de vie amphibie. Ils passent la plupart de leur temps dans l'eau mais gagnent la terre ferme pour se reproduire, élever leurs jeunes, muer, se reposer, réguler leur température ou échapper à des prédateurs aquatiques. Plusieurs espèces sont connues pour migrer sur de longues distances, généralement pour éviter des changements environnementaux extrêmes comme les épisodes d'El Niño ou la fonte de la banquise. Les éléphants de mer restent en mer durant 8 à 10 mois et migrent ensuite vers les lieux de reproduction et de mue. L'Éléphant de mer du nord réalise la plus grande migration connue pour un mammifère, en parcourant entre 18 000 et 21 000 km. Les phocidés ont plus tendance à migrer que les otariidés. Les phoques se servent de diverses caractéristiques de leur environnement pour atteindre leur destination comme le champ électromagnétique, les courants marins, la position du soleil et de la lune et le goût et la température de l'eau.
Les pinnipèdes peuvent plonger pour se nourrir ou pour éviter des prédateurs. Quand ils se nourrissent, les Phoques de Weddell plongent généralement durant moins de 15 minutes à une profondeur d'environ 400 m, mais ils sont capables de plonger pendant 73 minutes en atteignant des profondeurs dépassant 600 m. Les éléphants de mer du nord plongent communément à des profondeurs situées entre 350 et 650 m pour 20 minutes. Ils peuvent aussi atteindre des profondeurs comprises entre 1 259 et 4 100 m et rester sous l'eau jusqu'à 62 minutes. Les plongées des otaries sont plus courtes et moins profondes. Elles durent en général 5 à 7 minutes à une profondeur comprise entre 30 et 45 m. Toutefois, le Lion de mer de Nouvelle-Zélande atteint 460 m de profond et reste immergé 12 minutes. Les morses plongent peu profondément généralement, car ils se nourrissent dans les eaux peu profondes du littoral.
Les pinnipèdes vivent en moyenne entre 25 et 30 ans. Les femelles vivent plus longtemps, car les mâles se battent et meurent souvent avant d'avoir atteint la maturité. Les plus vieux pinnipèdes enregistrés étaient une femelle Phoque annelée de 43 ans et une femelle Phoque gris de 46 ans. Un pinnipède atteint la maturité sexuelle entre 2 et 12 ans suivant l'espèce. Les femelles sont généralement plus précoces que les mâles.

### Alimentation

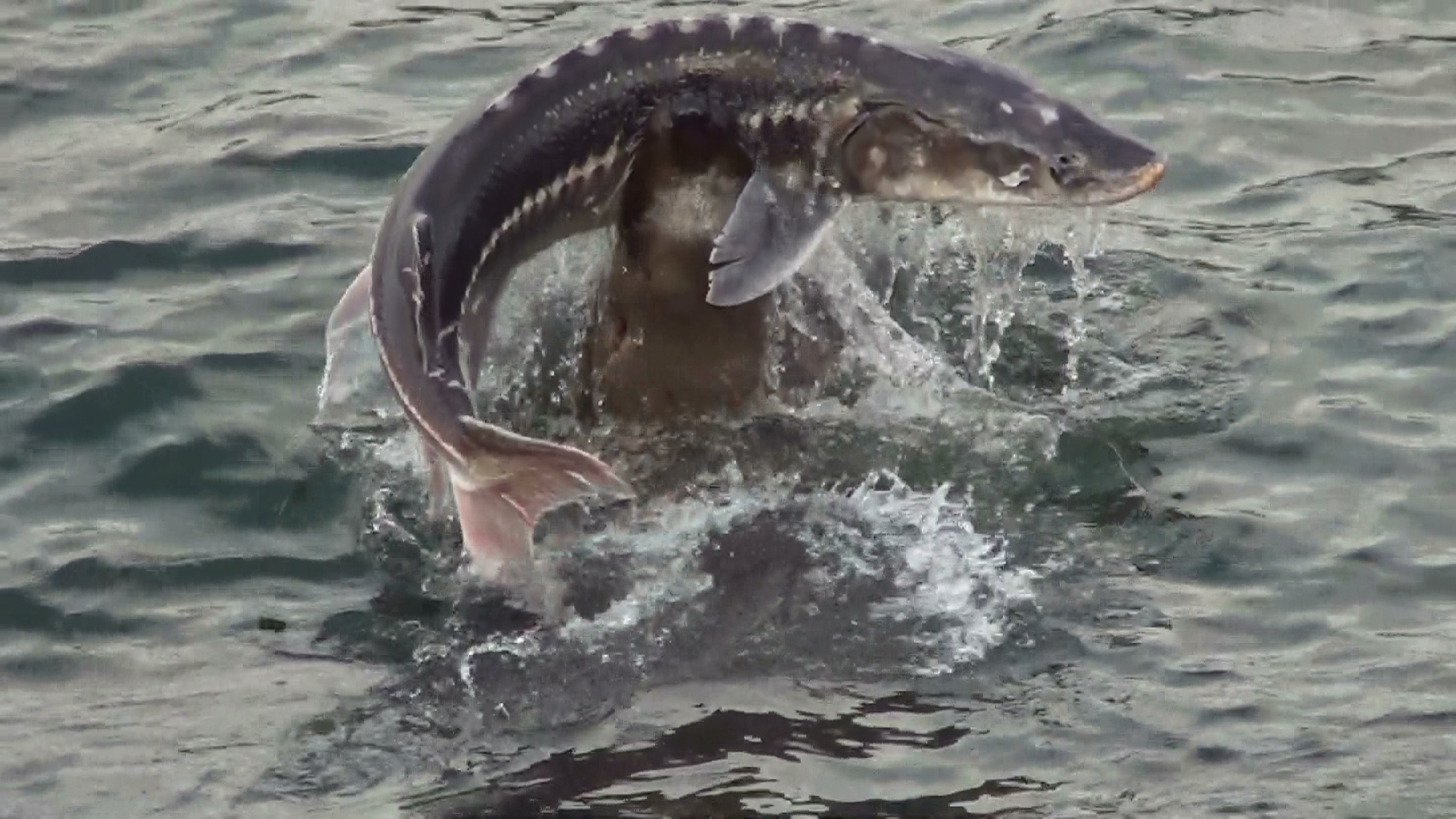
Lion de mer de Steller avec un Esturgeon blanc.

Tous les pinnipèdes sont carnivores et prédateurs. Ils se nourrissent principalement de poissons et d'invertébrés marins, mais quelques-uns, comme le Léopard de mer, se nourrissent de grands vertébrés tels que les manchots et d'autres phoques. Les morses sont spécialisés pour s'alimenter de mollusques. Dans l'ensemble, ils se nourrissent principalement de poissons et de céphalopodes, mais aussi de crustacés et de mollusques bivalves ou plus rarement encore de zooplancton et de proies endothermes (« à sang chaud ») comme des oiseaux de mer. Bien que la plupart des espèces soient des mangeurs généralistes et opportunistes, quelques-unes sont spécialistes. C'est par exemple le cas du Phoque crabier, qui mange principalement du krill, du Phoque annelé, qui se nourrit principalement de crustacés, du Phoque de Ross et de l'Éléphant de mer austral, qui se nourrissent quasi exclusivement de calmars, et du Phoque barbu et du morse, qui se nourrissent de palourdes et d'autres invertébrés benthiques. Les pinnipèdes peuvent chasser en solitaire ou coopérer. Le premier cas est typique de la chasse des poissons non grégaires, d'invertébrés lents ou immobiles ou de proies endothermiques. Les espèces qui chassent en solitaire exploitent habituellement les eaux côtières, les baies et rivières. Une exception à cette règle est l'Éléphant de mer du nord, qui se nourrit de poissons vivant à grandes profondeurs en eaux libres. En outre, les morses se nourrissent seuls, mais sont souvent à proximité d'autres morses et forment ainsi des groupes plus ou moins importants qui semblent parfois plonger à l'unisson. Quand de grands bancs de poissons ou calmars sont disponibles, les pinnipèdes, notamment certains otariidés, les chassent ensemble dans de grands groupes. Certaines espèces, comme l'Otarie de Californie et les lions de mer d'Amérique du Sud peuvent se nourrir avec des cétacés et des oiseaux de mer. Les phoques consomment généralement leurs proies sous l'eau où elle est avalée en entier. Quand la proie est trop grande, ils la remontent à la surface pour la déchirer et l'avaler en plusieurs morceaux. Le Léopard de mer, un prédateur très agile des manchots, est connu pour balancer violemment sa proie en avant et en arrière jusqu'à ce qu'elle soit décapitée. Les dents cuspidées des espèces filtrant l'eau, comme les Phoques crabiers, leur permettent de supprimer l'eau avant qu'ils n'avalent leur nourriture planctonique. Le morse est unique dans le sens où il consomme sa proie en l'aspirant, utilisant sa langue pour sucer le contenu de la coquille des bivalves. Bien que les pinnipèdes chassent en grande partie dans l'eau, les lions de mer d'Amérique du Sud sont connus pour chasser les manchots sur terre. Certaines espèces peuvent avaler des pierres ou des cailloux pour des raisons que l'on ne comprend pas encore totalement. Bien qu'ils puissent boire de l'eau de mer, les pinnipèdes obtiennent la majeure partie de l'eau dont ils ont besoin de leurs aliments.

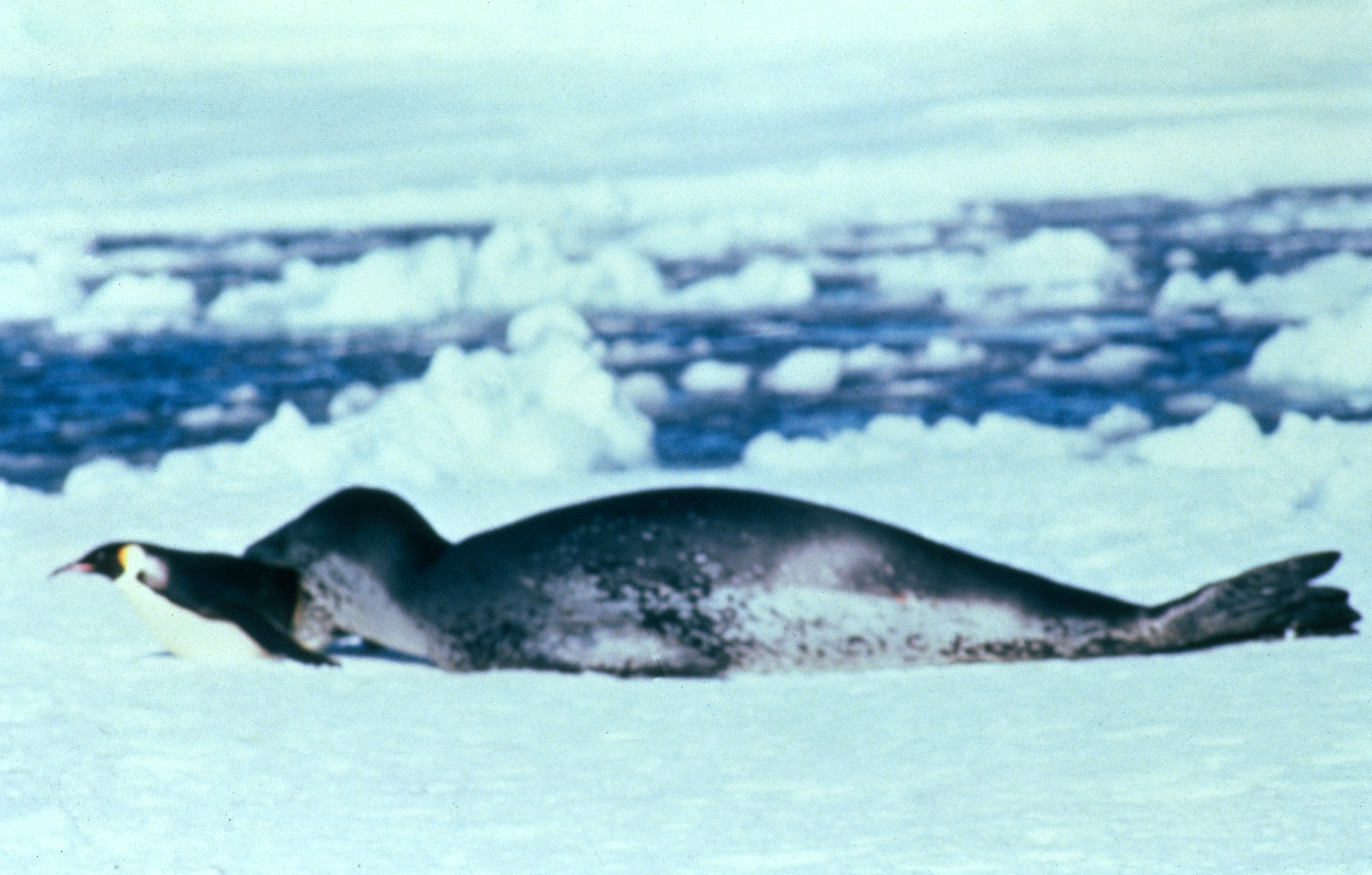
Léopard de mer capturant un Manchot empereur.

Les pinnipèdes sont eux-mêmes soumis à la prédation. La plupart des espèces sont la proie de l'orque ou épaulard. Pour épuiser et tuer les phoques, les orques les percutent continuellement avec leurs têtes, les giflent avec leurs queues et les jettent en l'air. Ils sont généralement chassés par des groupes comprenant une petite dizaine de baleines, mais ils sont parfois chassés par des groupes plus importants ou des individus isolés. Les jeunes sont les prises les plus fréquentes des orques, mais les adultes peuvent également être victimes de ces grands prédateurs. Les grands requins sont un autre grand prédateur des pinnipèdes, comme le Grand requin blanc, mais aussi le Requin tigre et le Requin mako. Les requins attaquent habituellement en tendant des embuscades. La proie échappe régulièrement au requin, et les phoques sont souvent observés portant les séquelles de blessures infligées par des requins. Les otariidés ont généralement des blessures au niveau de l'arrière-train, alors que phocidés ont généralement des blessures sur les membres antérieurs. Les pinnipèdes sont également la cible de certains prédateurs terrestres. L'Ours polaire est bien adapté pour chasser les phoques de l'Arctique et les morses, en particulier les jeunes. Les ours sont connus pour utiliser différentes tactiques. Ils peuvent attendre leur proie sans bouger, ou la harceler et la poursuivre sur la glace et dans l'eau. Les autres prédateurs terrestres comprennent les pumas, les Hyènes brunes et diverses espèces de canidés, qui s'attaquent principalement aux jeunes. Les pinnipèdes réduisent le risque de se faire attaquer en se rassemblant en groupes. Certaines espèces sont capables d'infliger des blessures néfastes à leurs assaillants avec leurs canines — ainsi une forte morsure d'un morse adulte est capable de tuer un ours polaire. En mer, les Éléphants de mer du nord plongent hors de la portée des orques et des requins blancs qui chassent en surface. En Antarctique, où il n'y a pas de prédateurs terrestres, les espèces de pinnipèdes passent plus de temps sur la glace que leurs homologues de l'Arctique. Les Phoques annelés construisent quant à eux des tanières sous la banquise pour s'abriter des prédateurs comme l'ours polaire.
Il peut y avoir des cas de prédation entre plusieurs espèces de pinnipèdes. Ainsi le Léopard de mer se nourrit de diverses espèces dont le Phoque crabier. Ils s'en prennent généralement aux jeunes phoques, qui forment une partie importante de leur régime de novembre à janvier. Les Phoques crabiers âgés portent généralement des cicatrices d'attaques de Léopards de mer ayant échoué. Une étude de 1977 a révélé que 75 % d'un échantillon de 85 Phoques crabiers portaient ce type de marques. Les morses, en dépit d'être spécialisés dans la capture d'invertébrés benthiques, s'attaquent occasionnellement aux phoques de l'Arctique. Ils tuent leur proie avec leurs longues défenses et mangent leur graisse et leur peau. L'Otarie de Steller mange parfois des jeunes phoques, otaries à fourrure et Otaries de Californie. Les Lions de mer de Nouvelle-Zélande se nourrissent des petits de certaines espèces d'otaries à fourrure, et le Lion de mer américain peut s'attaquer aux otaries à fourrure australes.

### Reproduction
Bien que les pinnipèdes soient très largement répandus, la plupart des espèces préfèrent les eaux plus froides des hémisphères nord et sud. Ils passent la plupart de leur vie dans l'eau, mais viennent à terre pour s'accoupler, donner naissance à leurs petits, muer ou échapper à des prédateurs benthiques comme les requins et les orques. Les pinnipèdes s'accouplent généralement avec plusieurs partenaires, bien que le degré de polygamie varie en fonction de l'espèce. Les mâles des espèces se reproduisant à terre ont tendance à s'accoupler avec un plus grand nombre de femelles que ceux des espèces se reproduisant sur la banquise. Les mâles pinnipèdes adoptent diverses stratégies pour se reproduire, certains défendent leurs femelles, d'autres défendent un territoire sur lequel ils cherchent à attirer les femelles, et d'autres réalisent des parades nuptiales. Les jeunes naissent généralement au printemps et en été et ils sont élevés quasi exclusivement par les femelles. Les mères de certaines espèces allaitent leurs petits pendant une période relativement courte tandis que d'autres font des allers-retours en mer à la recherche de nourriture entre des périodes qu'elles consacrent à l'élevage de leurs jeunes. Les morses sont connus pour élever leurs jeunes en mer.

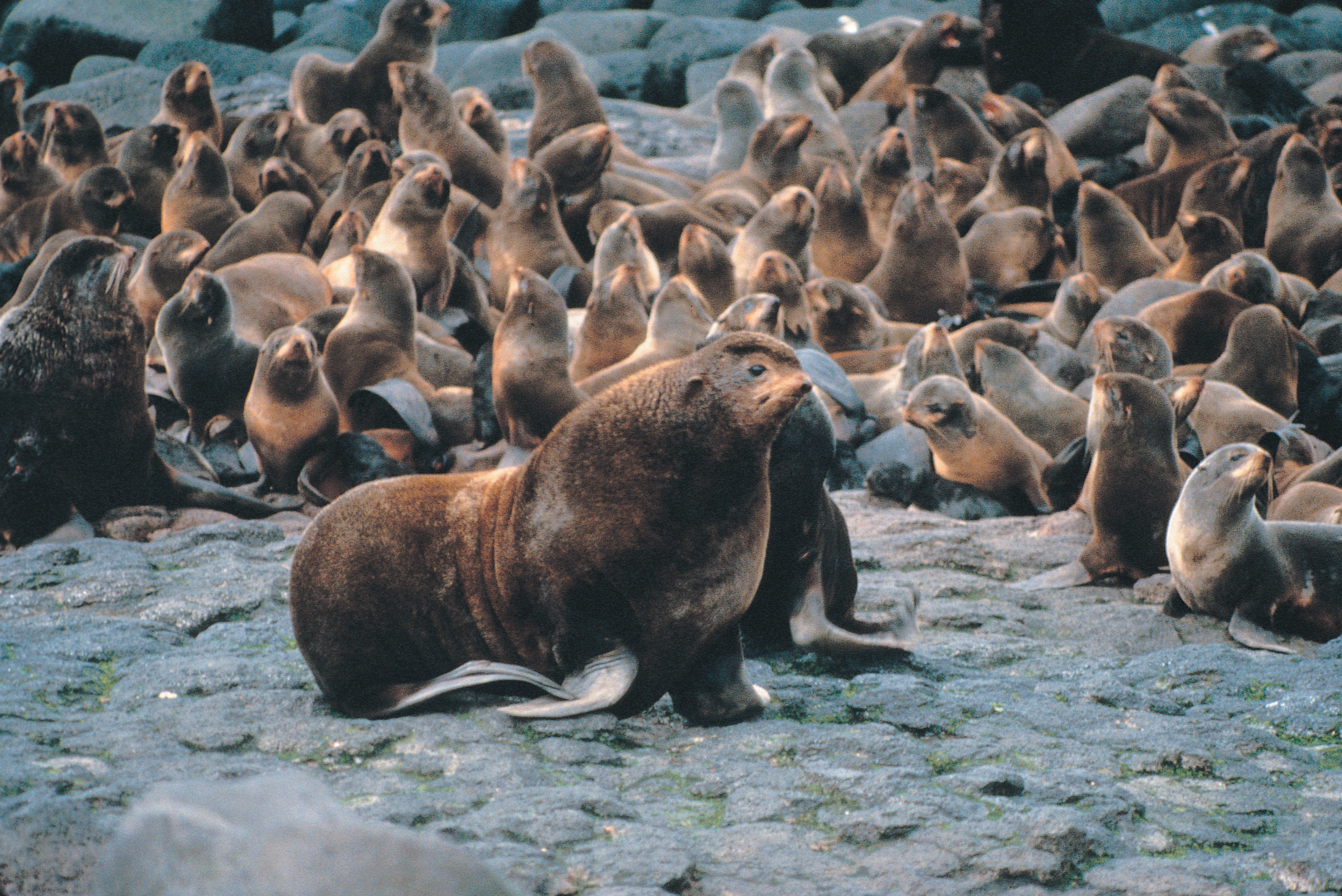
Colonie d'Otaries à fourrure du Nord en période de reproduction.

Le système de reproduction des pinnipèdes varie d'une extrême polygamie à la monogamie. Sur les 33 espèces qui composent le groupe, 20 se reproduisent sur terre, et les 13 autres sur la glace. Les espèces qui se reproduisent sur terre sont généralement polygames, les femelles se rassemblent en importantes colonies et les mâles sont capables de s'accoupler avec plusieurs femelles et de les défendre contre les rivaux. Parmi les espèces polygames on compte notamment les éléphants de mer, les Phoques gris et la plupart des otariidés. Les pinnipèdes qui se reproduisent sur terre ont tendance à s'accoupler sur des îles où il y a moins de prédateurs terrestres. Quelques îles sont favorables à la reproduction, et accueillent donc un très grand nombre d'animaux au moment de la reproduction. Une fois qu'elle a choisi un lieu de reproduction la première année, la femelle y revient tous les ans. Les mâles arrivent tôt sur les sites de reproduction, et y attendent les femelles. Ils restent sur le site pendant toute la période, et essaient de s'accoupler avec le plus de femelles possibles. Si un mâle quitte la plage pour aller se nourrir, il va probablement perdre ses chances de s'accoupler et sa position dominante. Les espèces polygames ont également tendance à présenter un dimorphisme sexuel marqué en faveur des mâles. Ce dimorphisme se manifeste par une poitrine et un cou larges, de longues canines et une fourrure plus dense. Tous les traits qui aident les mâles dans leurs combats pour les femelles. Leur poids corporel plus important leur permet de rester plus longtemps sans aller chercher de nourriture grâce à leurs importantes réserves de graisse.
D'autres pinnipèdes, comme le morse et la plupart des phocidés, se reproduisent sur la glace ou dans l'eau,. Les femelles de ces espèces ont moins tendance à former de grands groupes. En outre, comme la glace est moins stable dans le temps que la terre ferme, les sites de reproduction peuvent se déplacer chaque année, et les mâles sont incapables d'anticiper le lieu où les femelles viendront s'installer pendant la saison de reproduction. Tout cela fait que la polygynie est nettement moins marquée chez les espèces dont la reproduction a lieu sur la glace. Une exception à cette règle est le morse, où les femelles se regroupent en nombre, peut-être en raison de leurs sources de nourriture qui n'est pas partout suffisante. Les pinnipèdes tendent plus à se regrouper si la banquise est épaisse. Certaines espèces sont monogames, comme le Phoque du Groenland, le Phoque crabier et le Phoque à capuchon. Les phoques qui se reproduisent sur la glace ou dans l'eau n'ont pas ou peu de dimorphisme sexuel. Chez certains phoques, les femelles sont légèrement plus grandes que les mâles. Les morses et les Phoques à capuchon se démarquent en ce sens par leur dimorphisme sexuel prononcé,.

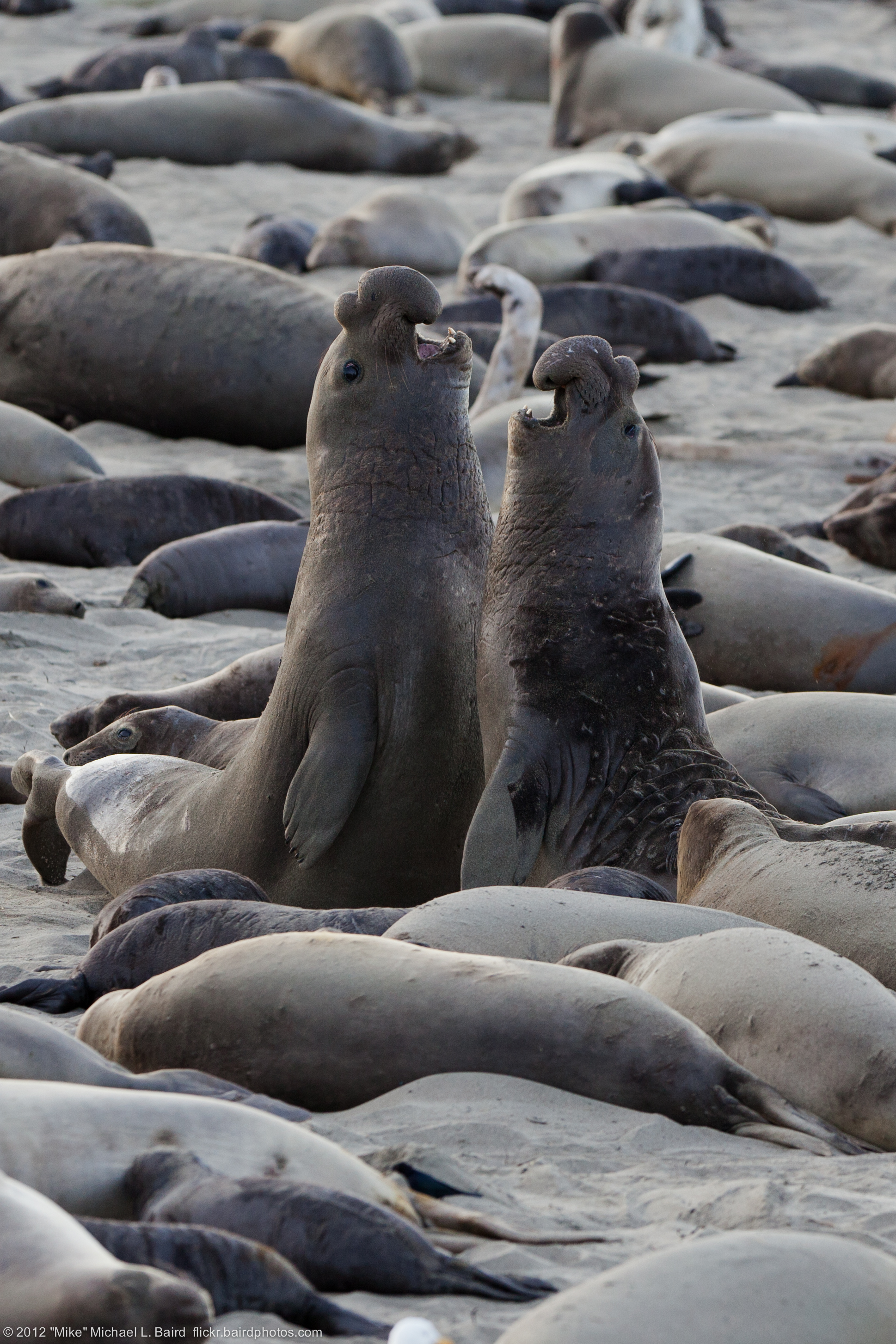
Mâles Éléphants de mer du nord luttant pour dominer leur groupe de femelles.

Les pinnipèdes mâles adultes ont plusieurs stratégies pour assurer le succès de la reproduction. Les otariidés s'installent sur des territoires riches en ressources et pourvus d'ombre, d'une mare ou d'un accès à l'eau, ce qui attire les femelles. Les limites territoriales sont habituellement marquées par des changements de substrat, et les mâles défendent leurs limites territoriales avec leurs cris et en adoptant des postures menaçantes, mais les bagarres sont généralement évitées. Les animaux retournent également sur le même site territorial à chaque saison de reproduction. Chez certaines espèces, comme l'Otarie de Steller et les otaries à fourrure, un mâle dominant peut conserver un territoire jusqu'à 2 à 3 mois. Les femelles peuvent généralement se déplacer librement entre les territoires et les mâles ne sont pas en mesure de les en empêcher. En revanche, chez certaines espèces comme le Phoque à fourrure du Nord, le Lion de mer australien et l'Otarie à fourrure australe, les mâles peuvent parvenir à garder les femelles sur leurs territoires et les empêcher d'en partir. Chez certaines espèces de phocidés comme le Phoque commun, le Phoque de Weddell, le Phoque du Groenland et le Phoque barbu, les mâles ont des territoires sous-marins appelés « merritoires » (par qui ?) à proximité des zones où les femelles rejoignent la banquise. Les "merritoires" des Phoques de Weddell mâles peuvent se recouper avec les trous de respiration des femelles. Certaines populations de morses disposent d'une aire de parade. Dans ce cas le groupe de mâles entoure les femelles et essaie de les attirer au moyen de parades et vocalisations nuptiales élaborées,. Des aires de parade de la sorte peuvent être rencontrées chez les Otaries de Californie, les Otaries à fourrure australes et les Otaries de Nouvelle-Zélande. Chez certaines espèces, y compris les éléphants de mer et les phoques gris, les mâles courtisent les femelles, et défendent celles qu'ils ont conquises face à leurs rivaux. Les mâles éléphants de mer établissent une hiérarchie entre eux, et les mâles placés au sommet de la hiérarchie, appelés mâles alphas, peuvent disposer d'un harem comptant jusqu'à 50 femelles. Les mâles Phoques du Groenland, Phoques crabiers et Phoques à capuchon suivent et défendent les femelles en lactation situées à proximité, et attendent qu'elles tombent en œstrus,.
Les mâles les plus jeunes ou non dominants peuvent se reproduire en usant d'autres moyens. Les jeunes éléphants de mer se faufilent dans les groupes de femelles et essaient de se fondre au milieu. Ils ont également l'habitude de harceler les femelles et de tenter de s'accoupler avec elles dès leur sortie de l'eau. Chez les espèces d'otariidés comme les Lions de mer australiens et sud-américains, les sub-adultes ne disposant pas de territoire forment des « gangs» qui sèment le désordre dans les colonies pour augmenter leurs chances de s'accoupler avec les femelles. Les pinnipèdes femelles semblent avoir la possibilité de choisir leur compagnon, en particulier dans les espèces qui paradent comme le Morse, mais aussi chez les éléphants de mer où les mâles tentent de dominer toutes les femelles qui veulent s'accoupler avec lui. Quand une femelle éléphant de mer est chevauchée par un mâle indésirable, elle tente de se tortiller et de s'éloigner tout en croassant et le frappant avec sa queue. Ce remue-ménage attire d'autres mâles, et le plus dominant met fin à la copulation et tente de s'accoupler lui-même avec la femelle. Ce comportement est également connu pour se produire chez les Phoques gris. Les femelles éléphants de mer dominantes restent dans le centre de la colonie où elles sont plus susceptibles de s'accoupler avec un mâle dominant, tandis que les femelles périphériques sont plus susceptibles de s'accoupler avec des subordonnés. Les femelles Lions de mer de Steller sont connues pour solliciter l'accouplement avec leurs mâles territoriaux.

### Naissance et élevage des jeunes
À l'exception du morse, qui a cinq à six ans d'intervalle entre les naissances, les pinnipèdes femelles entrent en œstrus peu de temps après l'accouchement. Toutes les espèces pratiquent la diapause embryonnaire, et le développement de l'embryon reste suspendu pour des semaines ou des mois avant son implantation dans l'utérus. L'implantation retardée reporte la naissance du jeune jusqu'à ce que la femelle revienne à terre ou jusqu'à ce que les conditions d'accouchement soient favorables,. La gestation chez les phoques (y compris l'implantation différée) dure généralement un an. Pour la plupart des espèces, la mise bas a lieu au printemps et en été. En règle générale, les portées comptent un seul jeune. Les jumeaux sont rares et ont des taux de mortalité élevés. Les jeunes sont généralement précoces.

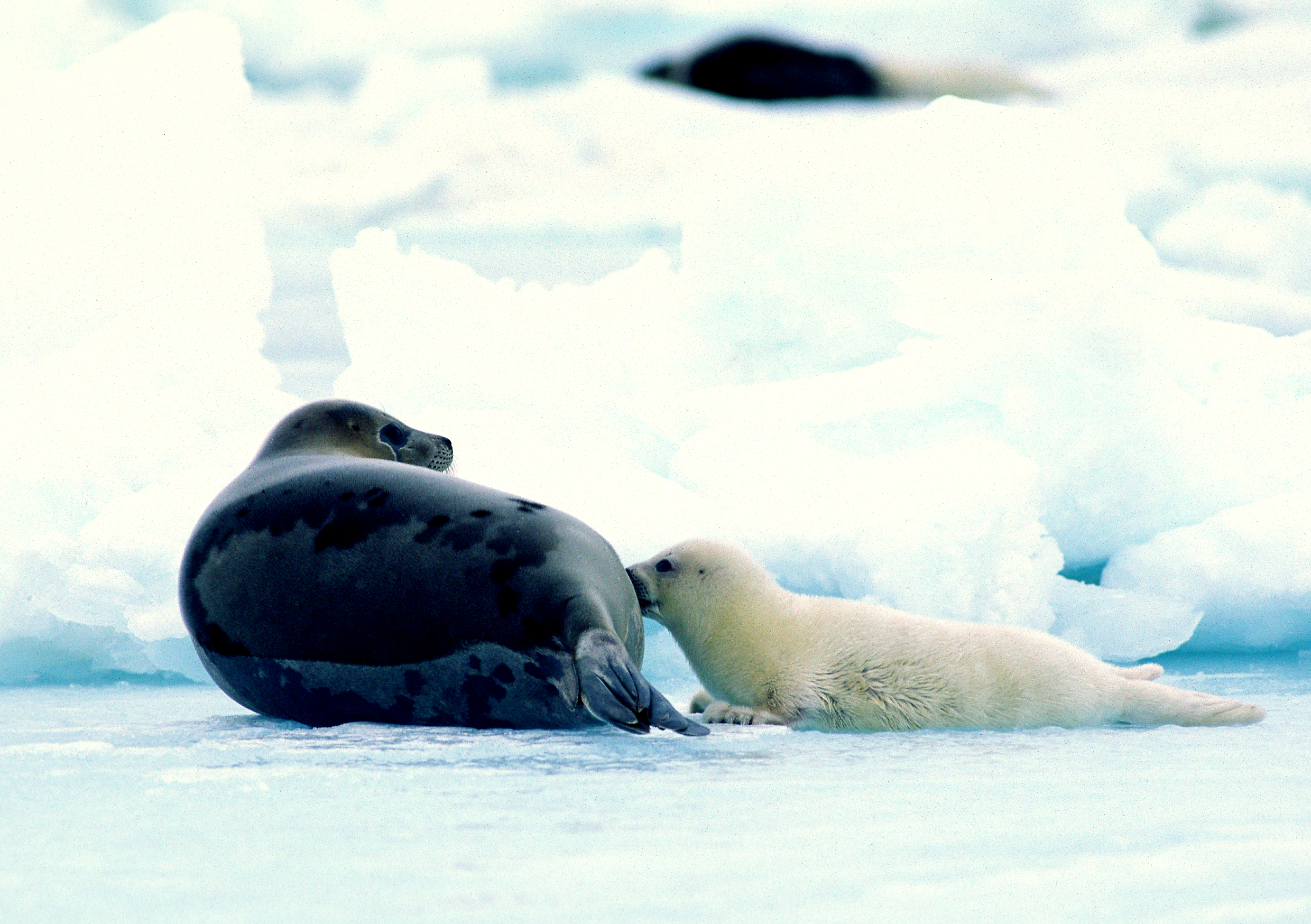
Femelle Phoque du Groenland s'occupant de son petit.

Les femelles pinnipèdes ont diverses stratégies pour soigner et allaiter leurs petits. Les Phocidés tels que les éléphants de mer, les Phoques gris et les Phoques à capuchon restent sur terre ou sur la glace et ont une période de lactation relativement courte : quatre jours pour le Phoque à capuchon et cinq semaines pour les éléphants de mer. Le lait de ces espèces contient jusqu'à 60 % de matières grasses, ce qui permet aux jeunes de grandir assez rapidement. Ainsi, les nourrissons Éléphants de mer du Nord gagnent 4 kg par jour jusqu'à ce qu'ils soient sevrés. Certains jeunes peuvent essayer de voler du lait supplémentaire provenant d'autres mères en allaitement, et prendre du poids plus rapidement que d'autres. Tandis que les mères Éléphants de mer du nord allaitent leurs propres petits et repoussent les autres, d'autres espèces peuvent accepter d'elles-mêmes d'être tétées par d'autres petits.
Pour les otariidés et quelques phocidés comme le Phoque commun, les mères élèvent rapidement leurs petits et allaitent leurs petits pour plusieurs jours. Entre les épisodes durant lesquels elles soignent et allaitent leurs petits, les femelles gagnent la mer pour aller se nourrir. Ces voyages alimentaires peuvent durer entre un jour et deux semaines, suivant l'abondance de nourriture et la distance des sites d'alimentation. Alors que leurs mères sont parties, les petits jeûnent. L'allaitement chez les otariidés peut durer entre 6 et 11 mois. Chez l'Otarie à fourrure des Galapagos, cette phase peut durer jusqu'à 3 ans. Les jeunes de ces espèces sont sevrés à des poids inférieurs à leurs homologues phocidés. Les morses sont uniques dans le sens que les mères allaitent leurs petits en mer. Les femelles restent pour cela à la surface de l'eau avec la tête levée, et le jeune tête à l'envers.
Les mâles pinnipèdes jouent généralement un rôle mineur dans l'élevage des jeunes. Les mâles morses peuvent aider des jeunes inexpérimentés pour leur apprendre à nager, et ont même été observés en train de s'occuper d'orphelins. Les Otaries de Californie mâles ont été observées aidant des jeunes dans l'eau à se protéger de prédateurs. Les mâles peuvent également constituer une menace pour la sécurité des petits. Chez les espèces qui se reproduisent sur terre, les jeunes peuvent en effet se faire écraser au cours des combats entre mâles. Les mâles sub-adultes lions de mer d'Amérique du Sud enlèvent parfois des jeunes à leur mère et les traitent de la même manière que leurs aînés le font avec leurs femelles. Cela leur permet d'acquérir de l'expérience dans le contrôle d'un harem de femelles. Les jeunes peuvent être gravement blessés ou tués lors de ces enlèvements.

### Communication

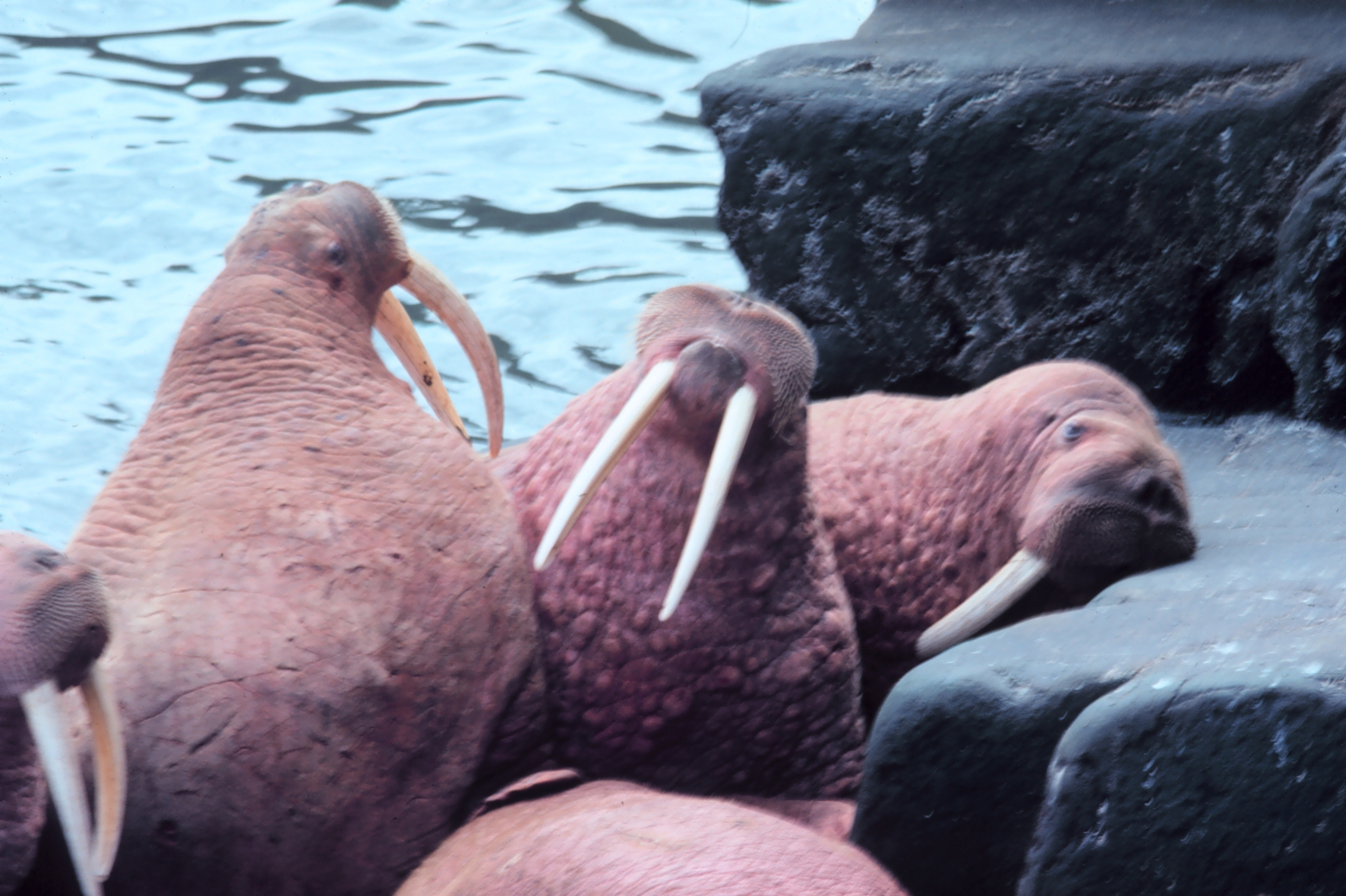
Les morses mâles sont connus pour chanter pour attirer les femelles.

Les pinnipèdes peuvent produire un certain nombre de vocalisations telles que des aboiements, des grognements, des grincements, des gazouillis, des trilles, des cliquetis et ses sifflements. Ces sons sont émis à la fois à l'air libre et sous l'eau. Les otariidés communiquent plus volontiers sur terre, tandis que phocidés le font généralement dans l'eau. Les phoques de l'Antarctique sont davantage entendus sur terre que les phoques de l'Arctique car ils ne sont pas menacés par des prédateurs terrestres comme l'ours polaire. Les cris des mâles présentent généralement des fréquences inférieures à ceux des femelles. Les vocalisations sont particulièrement importantes pendant les saisons de reproduction. En effet, les éléphants mâles par exemple annoncent leur statut et menacent leurs rivaux par un puissant cri semblable à un roulement de tambour, dont il peut faire varier la résonance grâce à sa trompe. Les mâles otariidés aboient, grondent, et rugissent. Les morses mâles sont connus pour produire un appel caractéristique pour attirer les femelles. Ils peuvent également produire des sons musicaux avec leur gorge gonflée.
Le phoque de Weddell a peut-être le répertoire vocal le plus élaboré de tous avec des sons distincts selon qu'il se trouve sur terre ou dans l'eau. Sous l'eau il produit des trilles, et des gazouillis. Ces appels semblent contenir des préfixes et suffixes qui servent à mettre l'accent sur un message. Les chants sous-marins des Phoques de Weddell peuvent durer jusqu'à 70 secondes, ce qui est long pour un appel de mammifères marins. Certains appels ont environ sept motifs rythmiques et sont comparables aux chants d'oiseaux et aux chants des baleines. Chez certaines espèces, il semble y avoir des différences géographiques dans les vocalisations, appelés dialectes, et certaines espèces présentent même des variations entre individus. Ces différences sont probablement importantes pour les mères et leurs petits qui ont besoin de rester en contact sur les plages parfois bondées. Les femelles et les jeunes otariidés utilisent ainsi des appels spécifiques à la mère et son petit pour se retrouver lorsque la mère revient de se nourrir en mer. Les femelles pinnipèdes sont également connues pour hurler lorsqu'il faut protéger leur jeune.
Alors que la plupart des cris des pinnipèdes sont audibles à l'oreille humaine, un Léopard de mer en captivité a été enregistré émettant des ultrasons sous l'eau. En outre, les cris des Éléphants de mer du nord peuvent produire des infrasons. La communication non vocale n'est pas aussi courante chez les pinnipèdes que chez les cétacés. Néanmoins, lorsqu'il est dérangé, le Phoque de Sibérie peut frapper ses nageoires antérieures contre son corps en guise d'avertissement. Des claquements de dents, des sifflements et des expirations sont également utilisés pour dissuader un agresseur. Les pinnipèdes peuvent également communiquer par leur posture : les phoques de Weddell adoptent une position en forme de S lorsqu'ils patrouillent sous la glace, et les phoques de Ross présentent les rayures de leur poitrine et leurs dents quand on les approche. Les phoques à capuchon mâles gonflent leurs membranes nasales pour attirer les femelles.

## Distribution et habitat

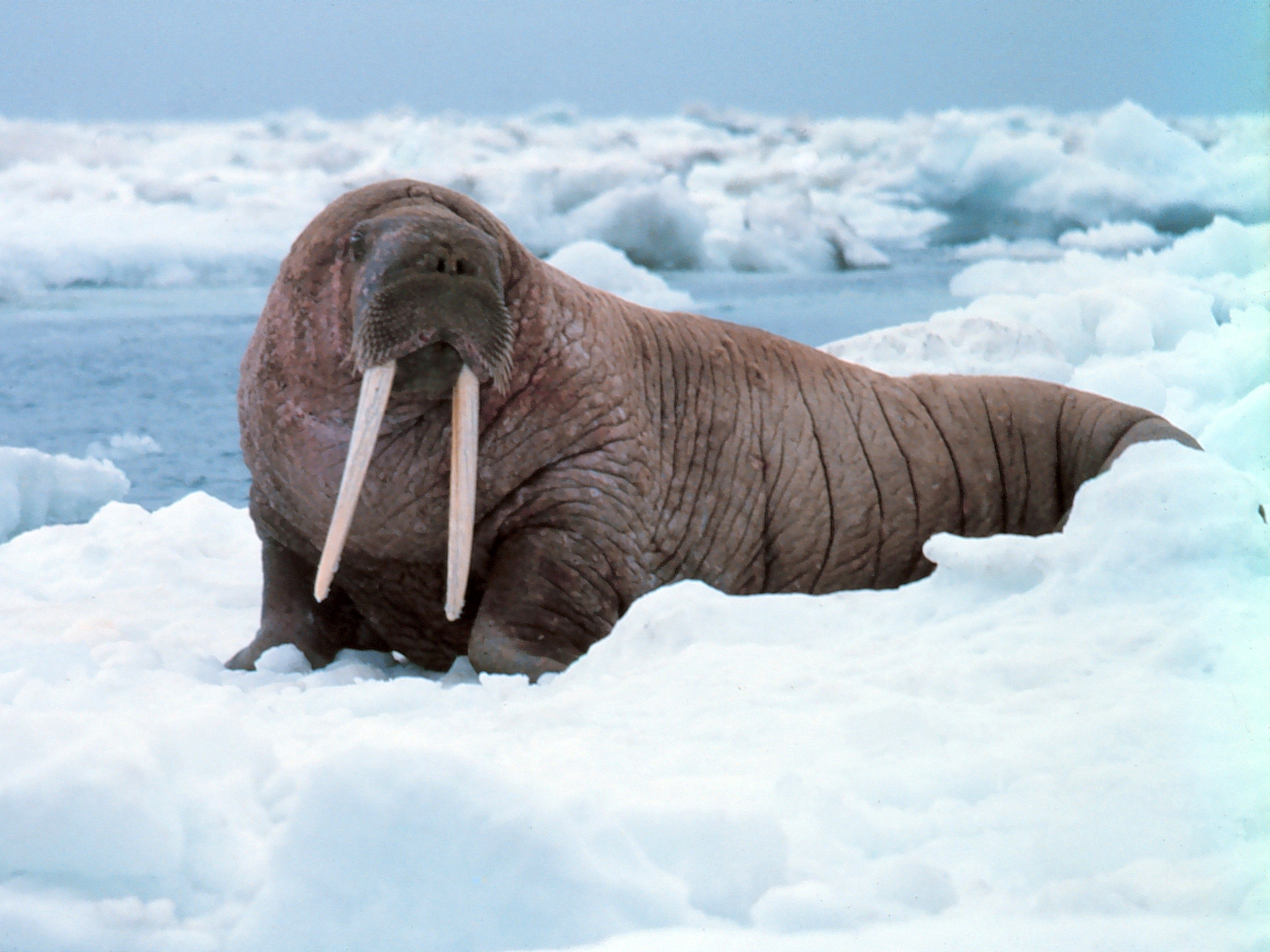
Morse sur la glace au large de l'Alaska. Cette espèce a une aire de répartition discontinue autour du cercle arctique.

Les pinnipèdes vivent principalement dans les régions polaires et subpolaires, notamment l'Atlantique Nord, le Pacifique Nord et l'océan Austral. Ils sont totalement absents des eaux indo-malaises. Les phoques moines et les otaries vivent dans les eaux tropicales et subtropicales. Les pinnipèdes nécessitent habituellement des eaux froides riches en nutriments avec des températures inférieures à 20 °C. Même ceux qui vivent dans des climats chauds ou tropicaux vivent dans les zones les plus froides et les plus riches en nutriments, suivant les courants marins locaux,. Seuls les phoques moines dérogent à cette règle. Le Phoque de la Caspienne et le Phoque de Baïkal vivent dans de grandes étendues d'eau enclavées (la mer Caspienne et le lac Baïkal respectivement).
Dans l'ensemble, les pinnipèdes peuvent être trouvés dans une grande variété d'habitats comprenant les eaux côtières, les eaux libres, les eaux saumâtres et même les lacs d'eau douce et les rivières. La plupart des espèces vivent dans les zones côtières, même si certains s'aventurent loin au large des côtes et se nourrissent dans les eaux profondes au large des îles océaniques. Le phoque de Sibérie est la seule espèce d'eau douce, bien que certains Phoques annelés vivent dans des lacs d'eau douce en Russie près de la mer Baltique. En outre, les phoques peuvent se rendre dans les estuaires, les lacs et les rivières et parfois y rester pendant un an. D'autres espèces sont connues pour s'aventurer en eau douce comme les Otaries de Californie et les lions de mer d'Amérique du Sud. Les pinnipèdes évoluent également sur un certain nombre d'habitats et de substrats terrestres, tant continentaux qu'insulaires. Dans les zones tempérées et tropicales, ils se hissent régulièrement sur les plages de sable et de galets, les côtes rocheuses, les bancs de sable, les vasières, les mares résiduelles et les grottes sous-marines. Certaines espèces se reposent également sur des structures artificielles comme les quais, les jetées, les bouées et les plateformes pétrolières. Les pinnipèdes peuvent aussi aller plus à l'intérieur et se reposer dans les dunes de sable ou la végétation, et peuvent même grimper des falaises. Les espèces vivant dans le cercle polaire sortent de l'eau pour gagner aussi bien les côtes que la banquise.

## Taxonomie
Le naturaliste allemand Johann Karl Wilhelm Illiger a été le premier à reconnaître les pinnipèdes comme une unité taxinomique distincte, et en 1811 il attribue le nom des pinnipèdes à la fois à une famille et un ordre. Le zoologiste américain Joel Asaph Allen a décrit les pinnipèdes du monde dans une monographie de 1880, History of North American pinnipeds, a monograph of the walruses, sea-lions, sea-bears and seals of North America. Dans cette publication, il retrace l'histoire des noms, donne une clé d'identification des familles et des genres, décrit les espèces d'Amérique du Nord et fournit quelques brèves explications sur les espèces présentes ailleurs dans le monde.
Les Pinnipèdes étaient longtemps classés de la façon suivante :
- Ordre Carnivora
  - Sous-ordre Fissipedia, obsolète.
  - Sous-ordre Pinnipedia
    - Odobenidae
    - Otariidae
    - Phocidae

Aujourd'hui, certains scientifiques considèrent le sous-ordre des Pinnipèdes comme désuet, et regroupent les trois familles dans l'ordre des carnivores, plus spécifiquement dans le sous-ordre Caniformia, commun avec d'autres familles, comme les canidés ou les ursidés. Dans cette optique, les pinnipèdes ne sont pas un taxon monophylétique (avec un ancêtre commun différent des autres Caniformia), mais un groupe polyphylétique (dont les ressemblances sont dues à une convergence évolutive, et non à un héritage commun). Après avoir eu un succès important, cette thèse a reculé, à la suite d'études génétiques et à de découvertes paléontologiques. Une étude de biologie moléculaire de 2005 va dans ce sens, en défendant l'hypothèse selon laquelle les Pinnipèdes descendent bien d'un ancêtre commun qui leur est propre (taxon monophylétique), et qu'ils ne partagent pas avec d'autres familles de Caniformia. Cette étude écarte l'hypothèse parfois avancée selon laquelle les phoques (phocidés) seraient apparentés aux loutres, quand les autres Pinnipèdes le seraient plutôt aux ours. L'équipe de Natalia Rybczynski écrit également en 2009 : « Les récentes études phylogénétiques utilisant des preuves morphologiques et moléculaires soutiennent le caractère monophylétique des pinnipèdes ». Le maintien des pinnipèdes en tant que groupe monophylétique ne tranche cependant pas le débat sur le statut de sous-ordre accordé au taxon. C'est ainsi que certains auteurs ont maintenu l'existence de Pinnipedia, mais avec le rang de super-famille au sein du sous-ordre des Caniformia.
En 1989, Annalisa Berta et son équipe proposent de classer le genre fossile Enaliarctos et les pinnipèdes modernes dans le clade des Pinnipedimorpha. Les pinnipèdes appartiennent à l'ordre des Carnivora, et le sous-ordre des Caniformia. Parmi les trois familles existantes, les Otariidae et les Odobenidae sont regroupées dans la superfamille des Otarioidea, tandis que les Phocidae appartiennent à la superfamille des Phocoidea. Le nom « pinnipèdes » dérive du latin pinna signifiant « plume » ou « aile », et ped - signifiant « pied ».
Les otariidés, également connus sous l'appellation d'otaries, doivent leur nom qui signifie « petite oreille » à la présence d'un petit pavillon auriculaire. Ces animaux comptent sur leurs membres antérieurs bien développés et en forme de palmes pour se propulser dans l'eau. Ils peuvent aussi transformer se servir de leurs nageoires postérieures comme de pattes une fois sur terre. L'extrémité antérieure des os frontaux des otariidés s'étend entre les os du nez, et le foramen supra-orbitaire est large et plat horizontalement. Les fosses supra-épineuses sont divisées par une « colonne vertébrale secondaire » et les bronches sont divisées en amont. Il y a deux types d'otariidés : les lions de mer et les otaries à fourrure. Les lions de mer se distinguent par leur museau rond et court et leur pelage rugueux, tandis que les otaries à fourrure ont un museau plus pointu, leurs nageoires antérieures plus longues et leur manteau de fourrure plus épais qui comprend des poils de jarre et des poils de garde. Les lions de mer sont par ailleurs un peu plus grands que les otaries à fourrure. Il existe cinq genres et sept espèces de lions de mer à l'heure actuelle, tandis que l'on connaît deux genres et neuf espèces d'otaries à fourrure. Alors que les lions de mer et les otaries à fourrure ont toujours été considérés comme deux sous-familles distinctes (respectivement les Otariinae et les Arctocephalinae), une étude génétique menée en 2001 a révélé que l'Otarie à fourrure du Nord est plus étroitement liée à plusieurs espèces de lions de mer qu'aux autres otaries à fourrure. Cette hypothèse est étayée par une étude moléculaire de 2006 qui a également montré que le Lion de mer australien et le Lion de mer de Nouvelle-Zélande sont plus étroitement liés aux Arctocephalus qu'aux autres lions de mer.
La famille des Odobenidae se compose d'un seul représentant vivant : le morse. Cet animal se distingue facilement des autres pinnipèdes existants par sa grande taille (seulement dépassé dans ce domaine par les éléphants de mer), sa peau presque imberbe et ses longues canines supérieures, appelées défenses. Comme les otariidés, les morses sont capables de ramener leurs nageoires postérieures vers l'avant pour marcher sur la terre. Lorsqu'ils se déplacent dans l'eau, les morses utilisent leurs nageoires postérieures pour se propulser, tandis que les nageoires antérieures sont utilisées pour se diriger. En outre, le morse n'a pas d'oreille externe. Les morses ont des os ptérygoïdiens larges et épais, des os frontaux en forme de V au niveau de leur extrémité antérieure et un calcaneum avec une tubérosité prononcée en son milieu.
Les phocidés comprennent les animaux connus comme les phoques. Ces animaux n'ont pas d'oreille externe et sont incapables d'utiliser leurs nageoires postérieures pour se déplacer sur terre, ce qui rend leur démarche au sol plus lourde. Dans l'eau, les phoques nagent en se propulsant via leurs nageoires postérieures, qu'ils agitent d'un côté à l'autre, ainsi que le bas du corps. Les phocidés ont de larges mastoïdes, des os temporaux agrandis, des os pelviens éversés et des os massifs au niveau de la cheville. Ils sont dépourvus de processus sourcilier au niveau de l'os frontal et ont des tubercules calcanéum peu développés. Une étude moléculaire de 2006 a conduit à diviser les phocidés en deux sous-familles monophylétiques : celle des Monachinae, qui se compose des genres Mirounga, Monachus et la tribu des Lobodontini (genres Ommatophoca, Lobodon; Hydrurga et Leptonychotes) ; et celle des Phocinae, qui inclut les genres Pusa, Phoca, Halichoerus, Histriophoca, Pagophilus, Erignathus et Cystophora.
Dans une étude 2012 portant sur la taxonomie des pinnipèdes, Bertha et Morgan Churchill suggèrent que, sur la base de critères morphologiques et génétiques, il existe 33 espèces et 29 sous-espèces de pinnipèdes, même si cinq de ces dernières ont un statut encore incertain. Ils recommandent que le genre Arctocephalus se limite à Arctocephalus pusillus, et ils réutilisent le nom Arctophoca pour désigner plusieurs espèces et sous-espèces anciennement placés parmi Arctocephalus. Plus de 50 espèces fossiles ont par ailleurs été décrites.

### Histoire évolutive

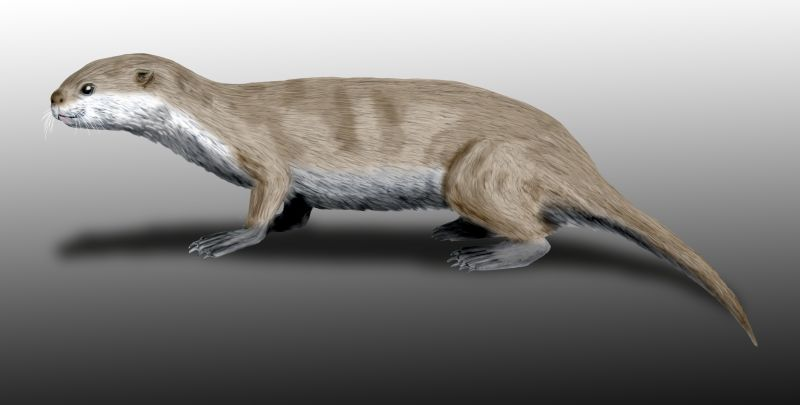
Restauration de Puijila darwini

Traditionnellement, les pinnipèdes étaient considérés comme diphylétiques (descendant de deux lignes ancestrales), avec les morses et les otaries qui partagent un ancêtre commun récent avec les ours et les phocidés en partageant une avec la famille des Musteloidea. Toutefois, les données morphologiques et moléculaires semblent indiquer que le groupe a une origine monophylétique. Néanmoins, il y a un différend quant à savoir si les pinnipèdes sont plus étroitement liés aux ours ou aux mustélidés, comme certaines études appuient l'ancienne théorie,, quand d'autres soutiennent celle du taxon monophylétique,,. Les pinnipèdes se sont séparés des autres Caniforma il y a 50 millions d'années, au cours de l'Eocène. Leur lien évolutif avec les mammifères terrestres était inconnu jusqu'à la découverte en 2007 de Puijila darwini, une espèce proche des loutres actuelles retrouvées dans des dépôts du Miocène inférieur au Nunavut, au Canada. Les chercheurs qui ont découvert cette espèce la placent dans un clade avec Potamotherium (traditionnellement considéré comme un mustélidé) et Enaliarctos. Parmi les trois, Puijila était le moins adapté à la vie aquatique. La découverte de Puijila dans un dépôt de lac suggère que l'évolution des pinnipèdes est passée par une phase de transition en eau douce. Pour ses découvreurs, « Le fossile de Puijila fournit la première indication que des pinnipèdes primitifs vivaient dans l'Arctique [...]. Cette découverte vient conforter l'hypothèse selon laquelle cette région a pu être le centre géographique de l'évolution des pinnipèdes ». Enaliarctos, une espèce fossile qui vivait durant l'Oligocène et le début du Miocène (il y a entre 27 et 18 millions d'années) en Californie, ressemblait beaucoup aux pinnipèdes modernes. Elle s'était adaptée à la vie aquatique avec une colonne vertébrale flexible et des membres modifiés en nageoires. Ses dents étaient bien adaptées pour couper (comme celles des carnivores terrestres), et il séjournait près du rivage plus fréquemment que les espèces apparentées qui lui étaient contemporaines. Enaliarctos était capable de nager avec ses palmes antérieures et postérieures, bien que ce soit ses membres antérieurs qui semblaient participer le plus à la nage. Pteroarctos était un proche parent des pinnipèdes existants. Il vivait dans l'Oregon il y a entre 19 et 15 millions d'années. Comme les pinnipèdes modernes, Pteroarctos avait une paroi orbitaire qui n'était pas limitée par certains os du visage (comme l'os jugal ou lacrymal), mais qui était principalement formée par la mâchoire.
Les lignées des Otariidae et des Odobenidae se sont séparées il y a presque 28 millions d'années. Les otariidés sont originaires du Pacifique Nord. Le premier fossile de Pithanotaria, découvert en Californie, est daté de 11 millions d'années avant notre ère. La lignée des Callorhinus s'est divisée plus tôt, il y a 16 millions d'années. Zalophus, Eumetopias et Otaria ont divergé un peu plus tard, le dernier ayant colonisé la côte de l'Amérique du Sud. La plupart des autres otariidés se sont diversifiés dans l'hémisphère sud. Les plus vieux fossiles d'Odobenidae — Prototaria découvert au Japon et Proneotherium en Oregon — datent d'il y a 18 à 16 millions d'années. Ces morses primitifs avaient des canines beaucoup plus courtes et se nourrissaient de poissons plutôt que de mollusques comme le morse moderne. Les odobenidés se sont diversifiés au cours du milieu et de la fin du Miocène. Plusieurs espèces présentaient des canines supérieures et inférieures de grande taille. Les genres Valenictus et Odobenus ont notamment développé des défenses allongées. La lignée du morse moderne a pu se propager à partir du nord du Pacifique vers les Caraïbes (via la voie maritime d'Amérique centrale) il y a entre 8 et 5 millions d'années, avant de gagner l'Atlantique Nord et de retourner dans le Pacifique Nord via l'Arctique 1 million d'années avant notre ère. Une hypothèse alternative pense que cette lignée a pu se propager à partir du nord du Pacifique vers l'Arctique avant d'arriver ensuite dans l'Atlantique Nord au cours du Pléistocène.

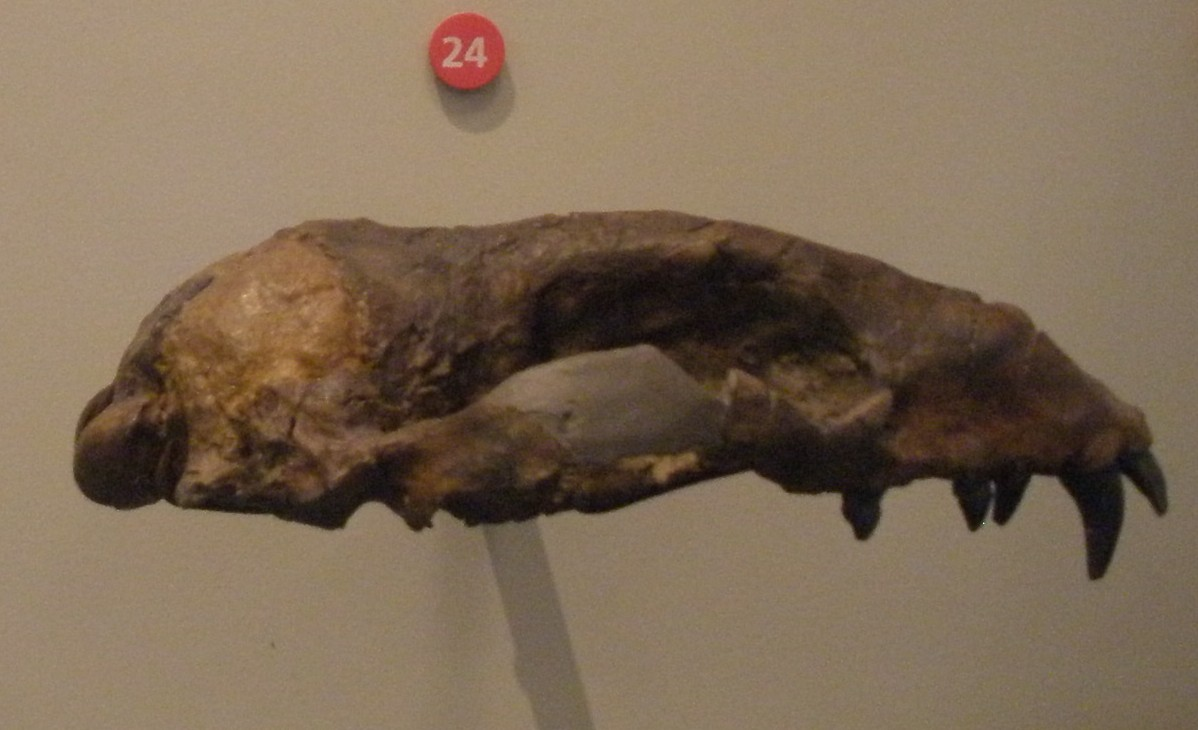
Crânes fossilisés de Desmatophoca oregonensis, un Desmatophocidae éteint.

Les ancêtres des Otarioidea et Phocoidea ont divergé il y a 33 millions d'années. Les Phocidae descendent peut-être de la famille aujourd'hui disparue des Desmatophocidae qui vivait dans l'Atlantique Nord. Les desmatophocidés vivaient il y a 23 à 10 millions d'années. Ils avaient de grands yeux, des pommettes reliés par un système de mortaise et tenon et des molaires arrondies. Ils présentaient aussi un dimorphisme sexuel, et étaient capables de se propulser dans l'eau à la fois avec leurs nageoires antérieures et postérieures. Les plus anciens phocidés connus vivaient il y a environ 15 millions d'années, et les analyses moléculaires indiquent une divergence des lignées des Monachinae et des Phocinae il y a 22 millions d'années. Les fossiles du Monachinae Monotherium et du Phocinae Leptophoca ont été retrouvés dans le sud de l'Amérique du Nord. La profonde scission entre les lignées Erignathus et Cystophora il y a 17 millions d'années laisse à penser que les Phocinae ont migré vers l'est et vers le nord de l'Atlantique Nord à ce moment. Les genres Phoca et Pusa ont pu commencer à se développer quand une lignée de Phocinae en provenance de la mer Paratéthys est arrivée dans le bassin arctique avant d'aller vers l'est. Le Phoque de Sibérie a migré vers le lac Baïkal en provenance de l'Arctique (via la couche de glace de la Sibérie) et s'y est isolé. Le Phoque de la Caspienne s'est retrouvé isolé avec la baisse des eaux de la mer Paratéthys, laissant derrière elle une mer résiduelle, la mer Caspienne. Les Monachinae se sont diversifiés vers le sud. Ainsi Monachus est apparu dans la Méditerranée et a migré vers les Caraïbes et le centre du Pacifique Nord. Les deux espèces d'éléphants de mer existantes ont divergé il y a près de 4 millions d'années après la formation de l'isthme de Panama. La lignée des Lobodontinae a émergé autour de 9 millions d'années et a colonisé l'océan Austral après la période de glaciation.

## Les pinnipèdes et l'Homme

### Les pinnipèdes dans la culture

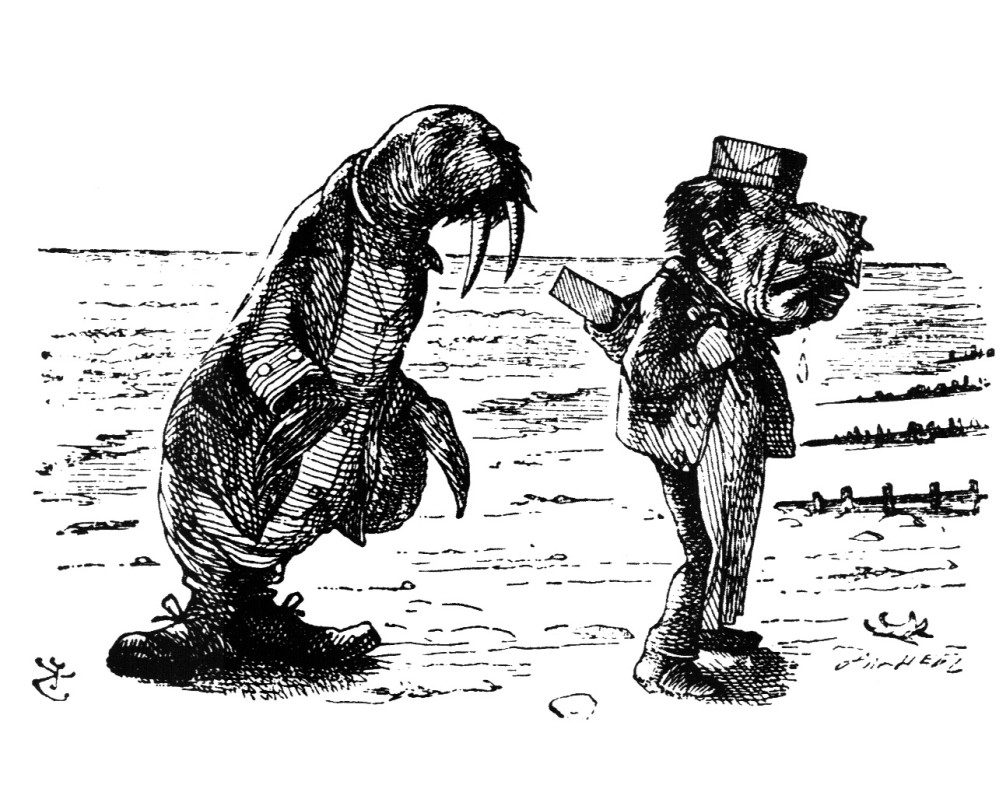
Gravure de « Le Morse et le Charpentier ».

Diverses cultures humaines ont représenté pinnipèdes depuis des millénaires. Les Celtes des îles Orcades et Hébrides croyaient aux selkie – des phoques qui pouvaient se changer en homme et marcher sur terre. Les phoques ont aussi une grande importance dans la culture des Inuits. Dans la mythologie inuite, Sedna est une déesse qui règne sur la mer et des animaux marins. Elle est dépeinte comme une sirène, parfois avec le bas du corps d'un phoque. Selon une légende, les phoques, les baleines et les autres mammifères marins ont été formés à partir de ses doigts sectionnés. Une des premières monnaies grecques antiques représentait la tête d'un phoque, et ces animaux ont été mentionnés par Homère et Aristote. Les Grecs croyaient que les phoques adoraient la mer et le soleil et ils les considéraient comme étant sous la protection des dieux Poséidon et Apollon. Le peuple Moche de l'ancien Pérou adorait la mer et ses animaux, et les otaries sont souvent représentées dans leur art. Dans la culture populaire moderne, les pinnipèdes sont souvent dépeints comme des figures comiques, en référence à leurs performances dans les zoos, les cirques et les parcs de mammifères marins.

### En captivité

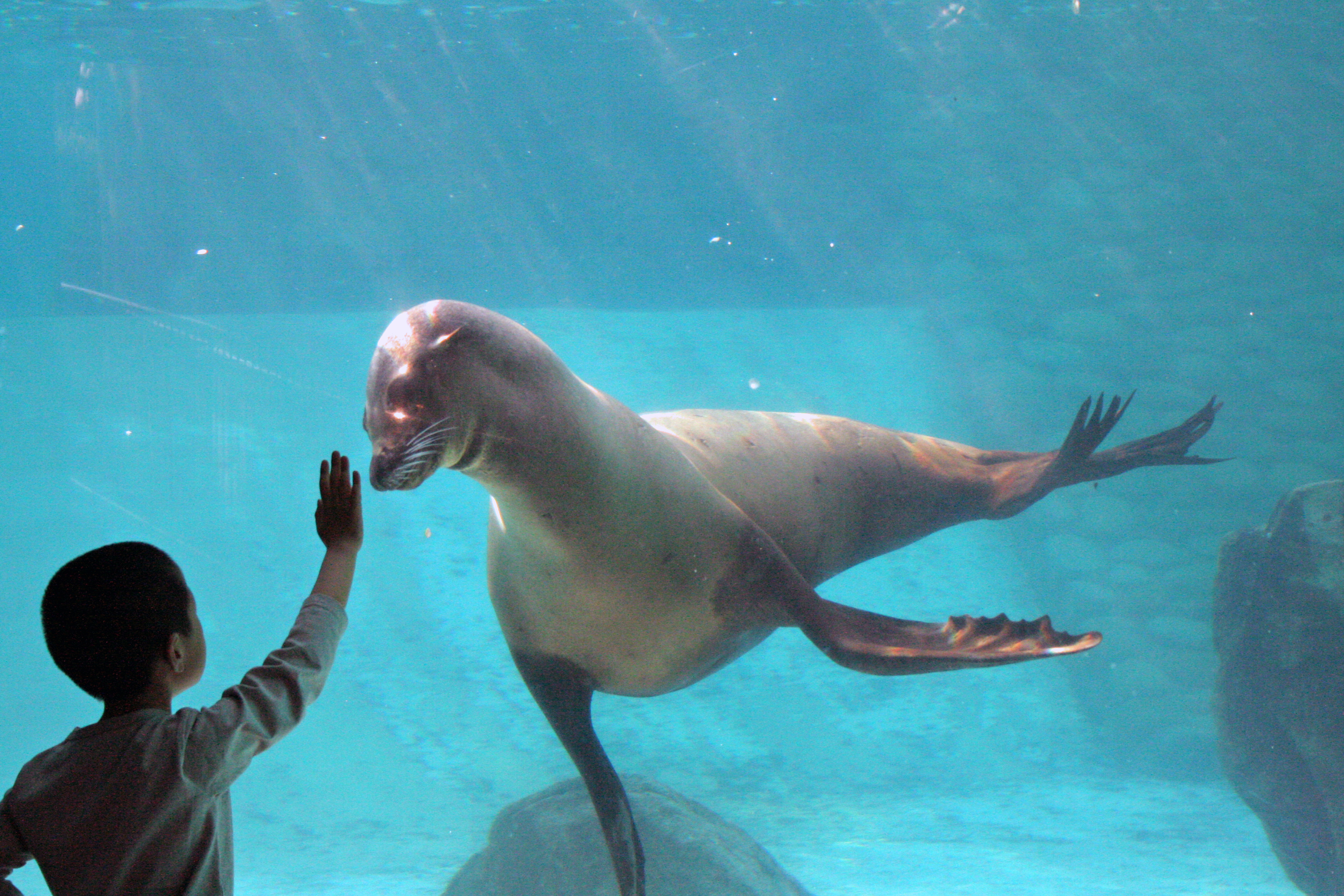
Otarie en captivité au Kobe Oji Zoo, au Japon.

Les pinnipèdes sont détenus en captivité depuis au moins le XVIIe siècle et on peut les trouver dans des parcs zoologiques du monde entier. Leur grande taille et leur caractère joueur en font une attraction populaire. L'espèce de pinnipèdes la plus couramment détenue en captivité est l'Otarie de Californie car elle est abondante et facile à dresser. Ces animaux sont utilisés pour effectuer des tours et divertir les visiteurs. D'autres espèces couramment gardées en captivité sont le Phoque gris et le Phoque commun. Les plus gros animaux comme les morses et les Otaries de Steller sont beaucoup moins fréquents. Certaines organisations, comme la Humane Society of the United States et la World Society for the Protection of Animals, protestent contre le fait de conserver les pinnipèdes et autres mammifères marins en captivité. Ils affirment que les parcs ne peuvent pas être suffisamment grands pour abriter des animaux qui ont évolué pour effectuer de grands trajets, et qu'une piscine ne pourra jamais remplacer la taille et la biodiversité de l'océan. Ils s'opposent également à la participation des otaries à des spectacles, arguant que les figures exécutées sont des « variations excessives de leurs comportements naturels ».
Les Otaries de Californie sont utilisées dans des applications militaires de l'U.S. Navy Marine Mammal Program, notamment pour la détection de mines navales et de plongeurs ennemis. Dans le golfe Persique, les animaux peuvent nager derrière des plongeurs s'approchant d'un navire de la marine américaine et attacher une pince avec une corde à la jambe du plongeur. Des responsables de la Navy déclarent que les otaries peuvent réaliser cette tâche en quelques secondes, avant que l'ennemi ne réalise ce qu'il s'est passé. Des organisations comme la PETA estiment que ces opérations mettent les animaux en danger. La Marine insiste sur le fait que les otaries sont remises en liberté une fois leur mission terminée.

### Sauvegarde
En 2013, l'Union internationale pour la conservation de la nature (UICN) reconnaît 35 espèces de pinnipèdes. Deux espèces — le Lion de mer japonais et le Phoque moine des Caraïbes — sont récemment disparues, et dix autres sont considérées à risque, car elles sont classées « en danger critique » (le Phoque moine de Méditerranée et le Phoque moine d'Hawaii), « en danger » (l'Otarie des Galápagos, le Lion de mer austral, le Phoque de la Caspienne et Arctocephalus galapagoensis), et « vulnérable » (l'Otarie à fourrure du Nord, l'Otarie de l'île Guadalupe, le Phoque à capuchon et le Lion de mer de Nouvelle-Zélande). Trois espèces — le morse, le Phoque rubané, et le Phoque tacheté — sont classées comme disposant de « données insuffisantes ». Les espèces qui vivent dans des habitats polaires sont vulnérables au réchauffement climatique et à la diminution de la banquise. Les causes de la diminution de la population d'Otaries de Steller en Alaska depuis les années 1970 sont mal comprises et font l'objet d'un débat récurrent.

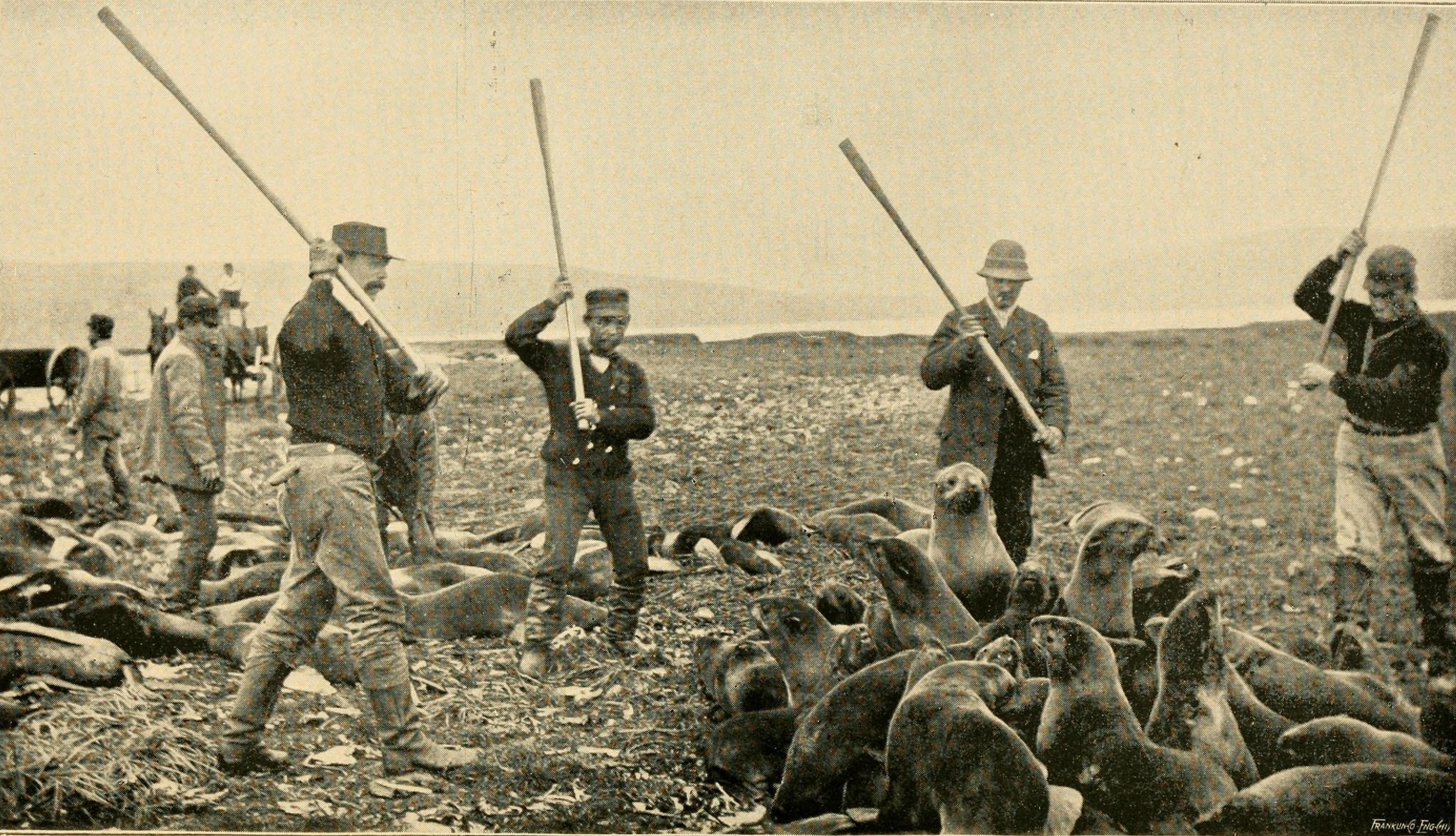
Homme tuant des Otaries à fourrure du Nord à Saint Paul Island, en Alaska, dans les années 1890.

Les phoques sont chassés par les humains depuis l'âge de pierre. À l'origine, les phoques étaient frappés avec des bâtons lorsqu'ils sortaient de l'eau. Plus tard, les chasseurs de phoques se sont équipés de harpons pour lancer sur les animaux à partir de bateaux en mer, et de crochets pour tuer les petits sur la glace ou la terre. Les phoques peuvent également être pris au piège dans les filets. L'utilisation d'armes à feu pour chasser les phoques au cours de l'ère moderne a considérablement augmenté le nombre de prises. Les pinnipèdes sont généralement chassés pour leur viande et leur graisse. Les peaux des otaries à fourrure et des phocidés sont transformées en manteaux, et les défenses de morses continuent d'être utilisés pour des sculptures ou comme ornements. Il y a une distinction entre la chasse de subsistance du phoque par les peuples autochtones de l'Arctique et la chasse commerciale : les chasseurs de subsistance utilisent généralement des produits du phoque pour leur consommation propre et dépendent de cet animal et de sa chasse pour leur survie. Les autorités nationales et internationales ont établi une législation dérogatoire pour les chasseurs autochtones car leurs méthodes de chasse sont considérées comme moins destructrices pour les populations de pinnipèdes et l'environnement. Cette distinction est toutefois remise en question car les peuples autochtones utilisent de plus en plus des armes modernes et des transports mécanisés pour chasser, et vendent les produits issus de phoques sur les marchés. Certains anthropologues affirment que le terme «subsistance» devrait également s'appliquer à ces échanges tarifés tant qu'ils se déroulent dans la production et la consommation locale. Plus de 100 000 phocidés (notamment des Phoques annelés) ainsi que près de 10 000 morses sont pris chaque année par des chasseurs indigènes.

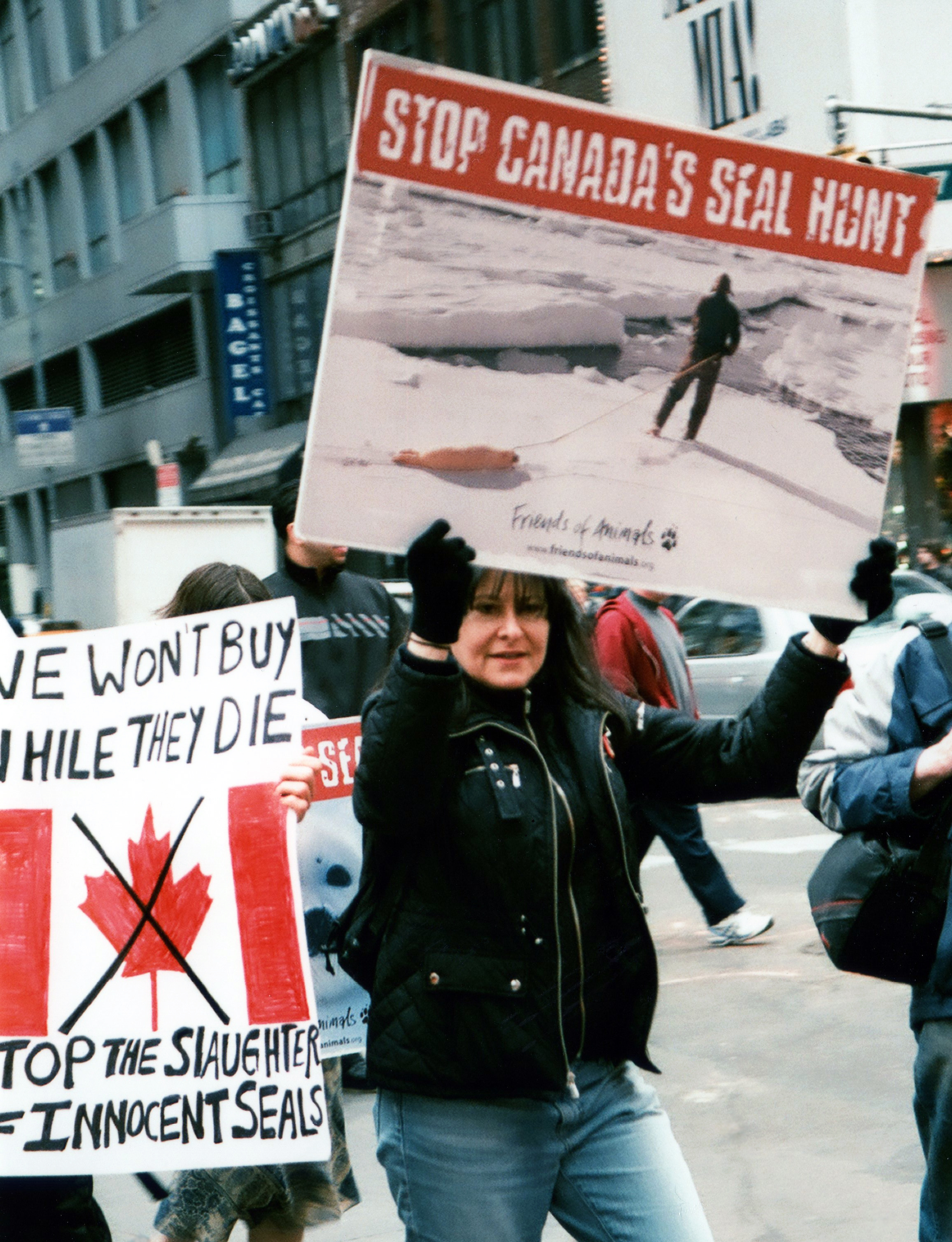
Manifestation contre la chasse au phoque au Canada.

La chasse commerciale du phoque était historiquement aussi développée que l'industrie baleinière. Les espèces exploitées comprenaient le Phoque du Groenland, le Phoque à capuchon, le Phoque de la Caspienne, les éléphants de mer, les morses et toutes les espèces d'Otaries à fourrure. L'ampleur de la chasse au phoque a considérablement diminué après les années 1960, après que le gouvernement canadien a pris des mesures pour réduire la durée de la chasse et protéger les femelles adultes. Plusieurs espèces qui étaient auparavant exploitées commercialement ont vu leur population s'accroître à nouveau. Par exemple, la population d'Otaries à fourrure antarctiques est revenue à ce qu'elle était avant les débuts de la chasse commerciale. L'Eléphant de mer du nord a été chassé presque jusqu'à son extinction à la fin du XIXe siècle, et il ne demeurait alors plus qu'une petite population sur l'île Guadalupe. Il a depuis recolonisé une grande partie de son aire de répartition historique, mais a un goulet d'étranglement de population. À l'inverse, le Phoque moine de Méditerranée a disparu de la plupart de son ancienne aire de répartition, qui s'étendait de la Méditerranée à la mer Noire et l'Afrique du Nord-Ouest, et on le trouve seulement dans le nord-est de la Méditerranée et certaines régions d'Afrique du Nord-Ouest. Plusieurs espèces de pinnipèdes continuent à être chassées. La Convention pour la protection des phoques de l'Antarctique permet une chasse limitée de Phoques crabiers, de Léopards de mer et de Phoques de Weddell. Cependant, la chasse du Phoque de Weddell est interdite entre septembre et février pour les animaux de plus d'un an, afin d'assurer la présence d'un bon nombre de reproducteurs sont en bonne santé. D'autres espèces sont strictement protégées comme les éléphants de mer, les Phoques de Ross et les Otaries à fourrure antarctiques. Le gouvernement du Canada autorise la chasse aux Phoques du Groenland. Cela soulève énormément de controverses et de débats. Les partisans de la chasse aux phoques insistent sur le fait que les animaux sont euthanasiés et que les jeunes à fourrure blanche ne sont pas chassés, tandis que leurs opposants soutiennent qu'il est irresponsable de tuer les phoques du Groenland car ils sont déjà menacés par le déclin de leur habitat,.
Le Phoque moine des Caraïbes a été tué et exploité par les colons européens et leurs descendants à partir de 1494, commençant avec Christophe Colomb lui-même. Les phoques étaient des cibles faciles pour les chasseurs organisés, les pêcheurs, les chasseurs de tortues et les boucaniers parce qu'ils ont évolué dans un contexte où ils avaient très peu de prédateurs terrestres et étaient donc «génétiquement apprivoisés ». Aux Bahamas, pas moins de 100 phoques ont été abattus en une nuit. Dans le milieu du XIXe siècle, on pensait que l'espèce était éteinte, jusqu'à ce qu'une petite colonie soit trouvée près de la péninsule du Yucatán en 1886. Toutefois les massacres de ces phoques se sont poursuivis, et la dernière observation fiable de l'animal date de 1952. L'UICN a déclaré l'espèce éteinte en 1996. L'Otarie du Japon était commune autour des îles japonaises, mais la surexploitation et la concurrence de la pêche sur ses ressources alimentaires a fait diminuer de façon drastique la population dans les années 1930. Le dernier individu observé était un jeune en 1974.

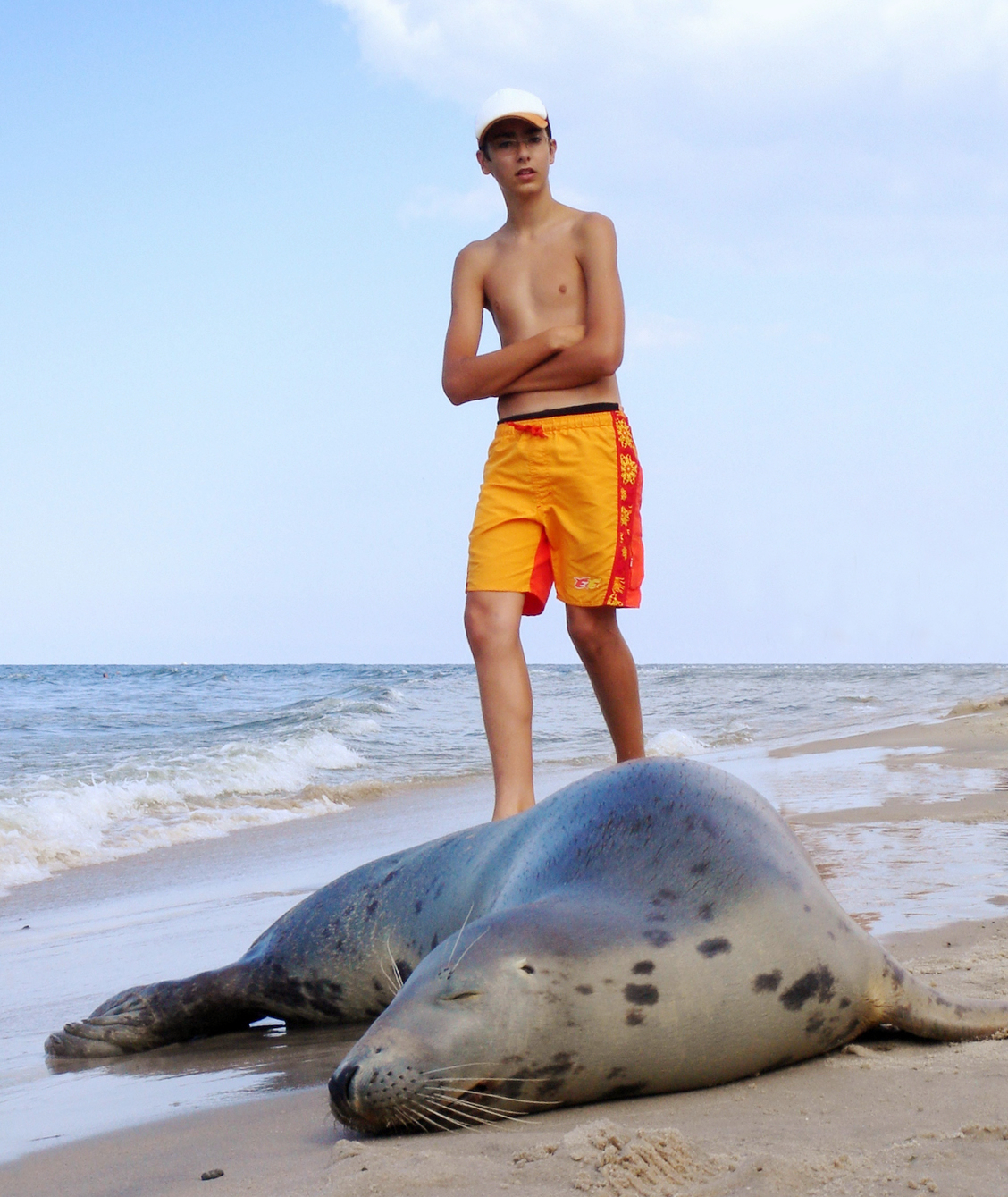
Phoque gris sur une plage occupée par les humains. Les pinnipèdes et les Hommes peuvent entrer en compétition concernant l'espace et les ressources en nourriture.

Au contraire, certaines espèces sont devenues tellement abondantes qu'elles entrent en conflit avec les populations locales. Aux États-Unis, les pinnipèdes et les autres mammifères marins sont protégés en vertu de la Loi sur la protection des mammifères marins de 1972 (MMPA). Dès lors, la population d'Otaries de Californie n'a cessé de croître, et entre cette date et le début des années 2010 elle avait augmenté de 250 000 individus. Ces animaux ont commencé à exploiter des environnements plus artificiels comme les quais pour se reposer. Mais beaucoup de quais ne sont pas conçus pour supporter le poids de plusieurs lions de mer au repos, ce qui peut provoquer leur détérioration et divers autres problèmes. Les gestionnaires de la faune ont utilisé diverses méthodes pour contrôler ces animaux, et certains fonctionnaires des villes concernées ont redessiné les docks afin qu'ils puissent mieux résister,. Les otaries sont aussi en conflit avec les pêcheurs puisque les deux exploitent les mêmes stocks de poisson. En 2007, la MMPA a été modifiée pour autoriser la chasse des otaries qui s'en prenaient aux saumons en migration au barrage de Bonneville. La loi de 2007 vise à limiter les dégâts occasionnés sur les populations de saumons du Nord-Ouest du Pacifique. Les officiers de la faune sauvage ont tenté en vain de faire fuir les otaries en utilisant des bombes, des balles en caoutchouc et des projectiles en sachet. Les efforts pour chasser les lions de mer des zones occupées par l'Homme se sont également révélés inefficaces. Des critiques émanant par exemple de la Humane Society n'acceptent pas que des otaries soient tuées, affirmant que les barrages hydroélectriques constituent une plus grande menace pour le saumon. Des conflits similaires ont existé en Afrique du Sud avec les Otaries à fourrure d'Afrique du Sud, réputées suivre les bateaux et s'introduire à l'intérieur des filets des sennes coulissantes pour consommer les poissons en grande concentration. Dans les années 1980 et 1990, les politiciens et pêcheurs sud-africains demandaient que les otaries à fourrure puissent être abattues, estimant que ces animaux entraient en compétition avec les pêcheries commerciales. Des études scientifiques ont toutefois monté que l'abattage des otaries à fourrure aurait en fait un effet négatif sur l'industrie de la pêche, et l'idée a été abandonnée en 1993.
Les pinnipèdes peuvent également être menacés par l'homme de manière plus indirecte. Ils sont involontairement pris dans les filets de pêche par les pêcheurs et avalent accidentellement des hameçons. La pêche au filet maillant et à la senne sont des causes importantes de mortalité chez les phoques et autres mammifères marins. Les espèces communément prises dans des filets sont l'Otarie de Californie, le Phoque moine d'Hawaï, les Otaries à fourrure du Nord et les Otaries à fourrure brunes. Les pinnipèdes sont également touchés par la pollution marine. Des niveaux élevés de produits chimiques organiques s'accumulent dans ces animaux car ils sont près du sommet de la chaîne alimentaire et ont de grandes réserves de graisse. Les mères allaitantes peuvent transmettre les toxines à leur jeune. Ces polluants peuvent causer des cancers gastro-intestinaux, une baisse de la fécondité et une plus grande vulnérabilité aux maladies infectieuses. La destruction de l'habitat de ces animaux par l'exploitation du pétrole et du gaz et les collisions avec les bateaux sont d'autres menaces liées à l'Homme qui pèsent sur ces animaux.